# 蒼天航路
『蒼天航路』（そうてんこうろ、英名表記：Beyond the Heavens）は、李學仁（原作・原案）、王欣太（作画）による日本の漫画。1994年10月から2005年11月まで『モーニング』で連載された。

## 概要
中国の後漢末期から三国時代の英雄曹操を「最も人に興味を示した英雄」として主人公に据え、新しい解釈のもとで三国志の世界を描いた長編大作である。
キャッチコピーは「衝撃のネオ三国志」。三国志の正史と『三国志演義』のエピソードへの独自のアレンジと、臨場感溢れる豪快な迫力や作者が「その人物に与えるコマにおいては全員主役」と語る という緻密なキャラクター描写が特長。
王欣太が当時の編集長に「ブロードウェイのミュージカルのように三国志を描いてみないか?」と言われたことをきっかけに連載が決まった。王欣太は連載前は『中国仁侠伝』を愛読し、古代中国に親しんでいながらも、三国志の知識は全く無く、曹操や劉備の名前も知らず、孔明に聞き覚えがある程度だった。
連載依頼の後、吉川英治の『三国志』を読むも、冒頭の段階で嫌気が差して読むのを止めた。そして正史も読むも、著者の修飾が当たり前のように入っていることに違和感を覚え、「修飾が許されるならもっと面白く描くべき」という考えに至った。そのため、正史・演義はもとより、数多くの資料の綿密な考証をもとに、史実を主軸にストーリーを進めながら、作者曰く「史実の横を突っ込む」という想像を大いに盛り込んでの独自のアレンジがされている。
連載当初は、原作・李學仁、漫画・王欣太の分業により進行した。1998年9月に李學仁が死去して以降は、王欣太一人によって執筆された（クレジットは“原案”・李學仁に変わっている）。原作者の死去による作風の変化が語られることが多いが、第一話から既にほぼ原作原稿と離れた内容であり、王欣太は「原作とのスタンスは当初からフリーにしてもらった」「（外的要因で）影響が如実に出ていることといえば、編集者の交代」と語り、『三国志演義』では悪役とされていた曹操を主人公としたのはもっぱら李學仁の功績であると述べている。
1998年度第22回講談社漫画賞一般部門を受賞した。その後、王欣太自身の完全監修により製作された『画伝蒼天航路』が造本装幀コンクールにて入賞した。2017年2月時点で累計発行部数は1800万部を記録している。
2009年4月から9月まで日本テレビにてテレビアニメが放送された。

## 登場人物
各登場キャラクターの詳細については各リンク先を参照。便宜上、三国鼎立以前に登場したキャラクターも、血縁や主に活躍した陣営によって魏・蜀・呉の項で記述する。なお、声優はテレビアニメ版のものを記述する。

### 魏

#### 魏の主要人物
曹操（そう そう、字・孟徳、幼名・阿瞞）
声：宮野真守（幼少期：井上喜久子） / 掛川裕彦（晩年期： 幸野善之）（三国志大戦） / 堀内賢雄（三国志大戦（第2期）、英傑大戦）
本作の主人公。富士額と一本長く伸びた独特な下睫毛が特徴（この下睫毛の特徴は曹操の子供達にも現れている）。一人称は「俺」。既存の概念にとらわれない破格の発想と才覚を持つ英傑。一方で、虐殺も粛清も厭わぬ覇業から「乱世の奸雄」と評される。初期は自らの運命を天意として憚らなかったが、次第に自分の描く天下を目指すようになる。最高権力を握る立場に至った後も自らが皇帝になることは拒み続けた。極度の女好きで水晶、丁美湖、卞玲瓏、その他大勢の女性と関係をもつ。蜂が苦手。晩年は頭痛に悩まされる。
「最も人に興味を示した英雄」として描写されており、国の要はあくまで人と考え貪婪なまでに人材を求める。「唯才」の思想の下、才能があれば出自や経歴に関係なく任用・抜擢する。人材の名と才能を瞬時に、完璧に記憶でき、数万あるいは数十万もの名前を覚えているが、才能を感じられなければ家族の名でさえも覚えることはしない。
あらゆる物事に才を発揮する万能人。軍事・政治のみならず、文学・武芸・音楽・建築・調理・医学など幅広い分野で卓越した能力をもつ。徹底した現実主義・合理主義であり、屯田制を採用したり、文学、医学などの地位を向上させようとするなど、パイオニア精神も併せもつ。そのため、新しい価値観を拒む儒教を強く嫌悪し、物語の後半で激しく対立する。

##### 曹操四天王
夏侯惇（かこう とん、字・元譲）
声：草尾毅 / 田中一成（三国志大戦） / 三宅健太（三国志大戦（第2期））
曹操の従兄・幼馴染であり、挙兵以来の最古参である「曹操四天王」の筆頭。他の四天王からは「惇兄（とんにぃ）」と呼ばれる。曹操陣営では唯一、曹操を字で呼び捨てにし、対等な口調で話すなど無二の親友として描かれ、曹操の型破りな言動に困惑しつつもそれを楽しみにしているきらいがある。剛悍にして柔軟であり、官渡の戦いにおいて曹操が将軍たちを皆暫定的に兵卒に落とした際、ただ一人忠実に兵卒としての役割に徹し、兵卒の視点から新たに戦を捉え直している。
作中で夏侯惇が左目を矢で射抜かれたのは董卓討伐の時で、正史とは違って早い時期に隻眼になっている。王欣太は描いていてもっとも楽しいキャラクターとして夏侯惇を挙げている。
夏侯淵（かこう えん、字・妙才）
声：稲田徹 / 掛川裕彦（三国志大戦） / 中村悠一（三国志大戦（第2期））
「曹操四天王」の一人。曹操の従兄・幼馴染で、夏侯惇の従弟。弓の名手で剛弓の描写が多い。許褚の人物評では「狼」。前半は目立った活躍の場はないが、赤壁の戦い後は曹操に「王たる将」となるよう諭され、一方面の司令官としてだけでなく、天下全体の政を見据えて戦を行うようになる。定軍山にて劉備に己の全てを懸けて挑むも一歩及ばず戦死する。
曹仁（そう じん、字・子孝）
声：千葉一伸（幼少期：高城元気） / 田中一成（三国志大戦）
「曹操四天王」の一人。曹操の従兄（血は繋がらない）。正史である168年生まれよりも大分年長となっており幼馴染として第1話より登場する。年少時は端正な顔立ちであるものの、中年になる頃には完全に頭が禿げあがり恰幅も良くなった。物語前半では戦果を挙げられずに空回りしがちな役回りを演じたが官渡の戦いにおいて覚醒、次第に戦歴を重ねて成長し後半では厳格で有能な猛将となった。苦境に立たされる程本領を発揮するらしく、自分を弱く見せて相手を油断させて返り討ちにする場面が見られる。
曹洪（そう こう、字・子廉）
声：江川央生
「曹操四天王」の一人。曹操の従兄（血は繋がらない）で幼馴染。前半に目立ったキャラクター付けはされていなかったが、後半では「鬼教官」として味方はもとより敵将の戦いぶりまでを冷静に見定める。一方で周りの将らに憚ることなく報酬を要求するなど、財貨に貪欲な本性をさらけ出す。下弁での張飛との一騎討ちで左腕を失うが顔色一つ変えず指揮を執り続けた。

##### 文官
荀彧（じゅん いく、字・文若）
声：吉野裕行 / 菅沼久義（三国志大戦）
雌伏中の曹操に軍師として志願する秀才少年として初登場し、その知謀で歴戦の軍人たちをもたじろがせる。黄巾の乱鎮圧後、一旦曹操の下を離れ西域を一人で旅して異民族と交わりを深め、王佐の才を開花させる。そののち「あらゆるものを見聞し頭の中に天下を収めて、しかもそれらをすっかり忘れて」帰還し、曹操をして「よくぞ最高の状態で戻ってきた」と大いに満足させた。性格も少年時代とは一変して明るく茶目っ気のあるものになり、「あいやーっ」が口癖。曹操陣営の中では一番劉備に好印象を持っている。曹操の覇業をその臣下にあって最も大きな視点で理解し、あらゆる種類の優れた才能を見出して曹操に推挙するが、「その中に悪人や盗賊の類が入ることはあるか」と問われると言下に否定するなど、その思考のすべてが曹操と一致しているわけではない。曹操もそれを承知で「荀彧はただ荀彧であればよい」と変わらぬ信頼を最期まで寄せ続けたが、後年は儒の思想を捨てきれず「才があれば礼法を問わない」とする「求賢令」の起案を果たせず、曹操の臣と漢の臣という立場の間で葛藤する。深い葛藤は心身を蝕み、療養中に曹操から贈られた見舞いの食盒に込められた意図を誤解して、華佗の弟子から与えられていた強力な睡眠薬を過剰に服用してしまう。しかし、その薄れ行く意識の中で曹操の真意に気づいた。
史実でも謎とされる荀彧の死を、王欣太はあらゆる言い伝えを調べ丁寧に描き上げたと語っている。
郭嘉（かく か、字・奉孝）
声：木内秀信 / 徳山靖彦（三国志大戦） / 杉田智和（三国志大戦（第2期））
軍略一筋に生きる「純粋軍師」。戦が終わるとすでに次の戦での兵法を頭に描いている戦好きである。童顔で釣り上がった目をしている。何事もはっきり言う性格で、曹操に対してもしばしば手厳しい指摘を行う。官渡の戦いの後、政略じみているからという理由で軍議に参加せず、酒と女に奔るなど、素行の悪さが目立つようになる。曹操に万里の長城を越えるよう進言し、烏丸族撃破の立役者となる。烏丸制圧後、自身が烏丸兵と張遼軍を率いることによる、神出鬼没の遊軍の作成を曹操に請う。この発言は曹操から、一介の軍師を越えた存在、「王」の誕生であるとして非常に喜ばれた。しかしその直後、病床で曹操と語らいながらに死没する。
演義の赤壁の戦いにおける、戦艦同士を鎖で繋ぎ合わせる「連環の計」は郭嘉が烏丸討伐時に考え出し、それを張遼が曹操に献策したものとなっている。郭嘉の死に際の描写は、闘病生活を送る李學仁が平然とモーニング編集部と打ち合わせをしていた様子がモデルになっている。
程昱（てい いく、字・仲徳）
声：谷口節
曹操陣営の軍師の中では最も年長。背が高く美髯。かなりの悪筆。元々は「程立（てい りつ）」という名前であったが、泰山に登り両手で太陽を掲げる夢をよく見たことから曹操に程昱と名乗るよう命じられた。軍律を手掛けるが、他の軍師達と比べると戦場での目立った活躍が少なく、本人も後にその事で大いに悩む。しかし駐屯先の合肥で、自らの精神が劉馥・蔣済・温恢ら次代の人士に受け継がれていた事を知り、引退を宣言する。
荀攸（じゅん ゆう、字・公達）
声：青山穣 / 私市淳（三国志大戦）
荀彧の六歳上の甥。荀彧に招かれて曹操陣営に加わる。曲者揃いの曹操陣営軍師の中では控えめな性格で顔つきも地味だが、内には深慮と気骨を秘める。布陣がとても上手く、赤壁の戦いでは吾粲から「こんなものを考えつくのは天下に一人か二人」と評される。物真似が得意。荀彧の死後に病没。
外見は佐久間象山がモデル。
賈詡（か く、字・文和）
声：立木文彦 / 戸北宗寛（三国志大戦） / 子安武人（三国志大戦（第2期））
張繡の参謀として初登場。張繡とは馬が合う。宛城で曹操をあと一歩まで追い詰める活躍を見せる。その後、張繡と共に降伏し曹操の配下になる。曹操軍の中で最も酷薄で残忍な軍師であると自称するが、何かと曹操の気まぐれに振り回される事が多い。しばしば自分の智に自惚れるが、それに見合った鬼謀の持ち主でありその本領は死地で最大限に発揮される。
劉曄（りゅう よう、字・子揚）
曹操の合肥訪問に付き従って初登場。光武帝の子・阜陵王劉延の末裔。首が長い。はじめは若輩未熟であることを理由に、世俗と交わるを良しとせず、滅多に他者と会話をしなかった。後に諜報を一手に任されることとなり吉本の乱、魏諷の乱を鎮圧する。乱の情報を握った上でわざと反乱分子を全て集結させ、乱の関係者全てを炙り出すという手法を用いる。ただし罪人の処断には慎重であり、状況次第では黙殺することも進言する。
温恢（おん かい、字・曼基）
曹操が合肥を訪れた時に、劉馥死後の揚州刺史後任として初登場。小柄でとても顔が大きい。質実剛健な職務姿勢は曹操の評価も高い。合肥の戦いでは、張遼の格好を真似て進軍するも、すぐ呂蒙にその外見から正体を気付かれてしまった。「円圏」なる体術で呂蒙の攻撃を捌くなど、様々な防御の技能を持っている。
蔣済（しょう せい、字・子通）
曹操が合肥を訪れた時に初登場。瞳がとても大きく、目が全て黒目に見えるのが特徴的。先の揚州刺史・劉馥の死後、その遺志を受け継ぎ、温恢の副官として合肥を発展させる。曹操の漢中攻めの際には側近の軍師となり、曹操に漢中からの撤退を決断させる。史実における酒好きで人望の乏しかった性格とは正反対の人物像で描かれている。
劉馥（りゅう ふく、字・元穎）
赤壁後に曹操が合肥を訪れた時には故人。曹操に揚州刺史に任ぜられ、単身で何もない空城を8年で7万の民を抱く一大城市に興した。無から一を生み、一を発展させていった彼に曹操は最大限の敬意を払った。
作者が作品内で忘れて欲しくない人物10人の内の1人と語っている。
司馬懿（しば い、字・仲達）
目立つことを嫌い、いつも後ろの方にいる。軍才により見出されたが孫権の降伏文に触発され、政に携わるようになる。後に曹丕の四友の一人になる。首が180度回る狼顧の相で曹操を驚かせる。何晏からは胡散臭いと思われている。濡須口での戦いや張魯との戦いに従軍した。
張既（ちょう き、字・徳容）
西涼攻めで初登場。有能な外交官であり、それまで涼州軍閥との交渉で活躍してきた。そのため曹操陣営にありながら韓遂らと親しい仲にある。関中以西の情勢に詳しく、後に漢中攻防戦では曹洪の副将として従軍した。人見知りが激しく、外見も小柄で気弱な印象を受けるが、一人丸腰で敵陣に入り込み交渉を行ったり、張飛を相手に槍一本で立ち向かったりと、その実は剛胆な人物である。
趙儼（ちょう げん、字・伯然）
西涼攻めで初登場。篤実な性格。乱後の関中復興のために集められた人材の一人。軍事を担当。樊城攻防戦では、徐晃と共に樊城救援の指揮をとる。
何晏（か あん、字・平叔）
何進の孫。幼き頃より曹家で育てられる。曹植の親友で互いに「植（ちー）ちゃん」「晏ちゃん」と呼ぶ仲。遊び人の怠け者で、やや冷めたような言動が多い。体が弱く五石散という麻薬を常用している。妻は曹操の娘だが、婚前交渉によって子を儲けていた。「毒を以って毒を制せ」という曹操の命により敢えて曹操の嫌う儒の道へと進む。
外見のモデルは浅野忠信。
郭淮（かく わい、字・伯済）
夏侯淵の軍に派遣された若き軍師。史実においては定軍山の戦いでは病に倒れ参戦していなかったが高い計算能力で夏侯淵を補佐し、夏侯淵の死後はその軍をまとめ、将として成長する姿が描かれた。曹操の漢中撤退の際には、伏兵100を率いて漢中の山中に潜んだ。後に山賊を雇い入れ、孟達・劉封が率いる関羽軍の別働隊の補給線を撹乱する。

##### 武官
許褚（きょ ちょ、字・仲康）
声：桜井敏治 / 麻生智久（三国志大戦）
丸々と太った巨漢。類稀な怪力を持つが学識はなかった。その一方で、部分的な天文学・気象学には聡く、「15個（種類）の月の形や色」で翌日の天候を推測できる。朴訥で鈍重な性格で、間延びした話し方をする。曹操とは少年時代に出会い、知り合いの和尚に曹操に仕えるよう言われていた。一時、家族と仲間を養うために黒山賊に身を落とし、「虎痴（こち）」と呼ばれていた。曹操との再会後は彼の護衛として忠勤し、以降幾度も刺客から曹操を死守した。人物をしばしば動物に喩え、その観察眼の確かさは曹操の評価が高い。しかし曹操に、曹操自身を喩えよと言われた際にはわからなくなってしまった。
于禁（う きん、字・文則）
声：田中正彦
初登場は青州黄巾党との戦い。元々は鮑信の部下で彼の遺志に従い曹操に仕える。剛毅な性格で、昔は侠者であった。樊城での関羽への降伏も堂々としたものに描かれている。
典韋（てん い）
声：小野健一
頭に鬼の角のような瘤がある。夏侯惇が募兵の旅の最中でスカウトした。初登場時に、牙門旗をたった一人で掲げたり、許褚との棒引きで互角の勝負をするなど、剛力の持ち主である。主君に仕える武を誇りにしている。宛城にて張繡・賈詡の刺客胡車児に襲われ壮絶な最期を遂げる。
汎（はん）
幼い頃から青州黄巾党の老師達に張角の後継者として育てられた。逞しい女傑で体格や武力も並みの男に勝る。青州黄巾党が曹操に降伏した後は、その軍団を再編した青州兵を率いて曹操軍の一翼を担った。
張繡（ちょう しゅう）
声：鈴木清信
元董卓旗下の涼州騎馬軍を率いる最後の将で、後に賈詡と共に曹操に降伏する。臣下の賈詡曰く「与しやすそうにみえて実は想像以上に手ごわく、私の軍略に最も合う」将であり、平時は小人物のような描写が多いが、戦場では豪放に戦う男。長坂の戦いで趙雲に討たれる。
楽進（がく しん、字・文謙）
声：三宅健太 / 服巻浩司（三国志大戦）
小柄ながらも退く事を知らない胆勇の将。史実では当初書記官として用いられていたが、本作では兵卒として初登場し練兵中の所を曹操に見込まれ将軍に抜擢される。同時期に仕官した荀攸から戦場で兵法を体得した。進軍の際には必ず「ズンッ」という擬態語とともに一人で前進していく。合肥における凌統との一騎討ちで右脇腹に重傷を負い、その加療中さらに疫病に侵され絶命。しかし病床にあってもその闘魂はなお健在であり、見舞いに訪れた曹操たちに改めて大きな感銘を与えた。
李通（り つう、字・文達）
声：小西克幸
作中では幼名の「万億」で呼ばれる。敵陣を縦まっ二つに貫き切り裂く戦を好む。赤壁の戦い後に病死。
張遼（ちょう りょう、字・文遠）
声：安元洋貴 / 掛川裕彦（三国志大戦） / 速水奨（三国志大戦（第2期））
最強の武にこだわる武人。董卓陣営にいた時、呂布と関羽の一騎討ちに感銘を受けて青龍偃月刀を使用している。呂布陣営にいた時、徐州において関羽と一騎討ちをするが敗北し「お前に青龍刀は十年早い」と言われる。呂布の武に心酔して忠誠を尽くし、曹操に敗れて囚われ呂布の敗因を問われても「最強の者に敗因などない」と言い切るほどであったが、曹操から「さらなる最強の武を求めよ」と許されその配下となる。郭嘉とは敬意を抱き合う仲で、烏丸討伐では絶妙のコンビネーションをとる。合肥防衛戦では得物を大矛と剣にしており、単騎で孫権の首を狙い呉の将をことごとく圧倒する鬼神の強さを見せた。関羽との再戦を強く望むも、関羽の死によって願いは叶わなかった。
徐晃（じょ こう、字・公明）
声：私市淳（三国志大戦）
猫のように伸びた髭が特徴的。気さくで陽気な性格。「死ななければ負けではない」という信念を持ち、常に安全な退路を頭に留める退き上手から「負けずの徐晃」「不敗神話」を自称する。夏侯淵の元で各地の賊や群雄討伐に功績をうちたてる。その後の荊州争奪戦では作中最強の武を誇る関羽と一騎討ちを挑んで樊城救援を成功させるなど活躍した。
李典（り てん、字・曼成）
官渡の戦いで初登場。額に×字傷がある。明るく能弁な性格で、対照的な性格の張遼・楽進とは犬猿の仲。武人としての戦死でなく、文官として死ぬことを望んでいる。合肥の戦いで、甘寧に負わされた傷がもとで死亡。生前の望み通りに、曹操の指示で文官の墓に埋葬された。発明家として、霹靂車・超大型弩弓といった攻城戦用兵器から仕込武器のような対人武器まで様々な武器を開発し、その多くの発明品は彼の死後も徐晃等が使用した。
満寵（まん ちょう、字・伯寧）
初登場は赤壁の戦い。前髪の生え際の中心に傷がある。髻が縦に長く大きい。関羽との戦いでは曹仁の副将として戦う。関平とは二度に渡り一騎討ちを行い、その血筋に劣らぬ武勇を前に舌を巻いた。
龐悳（ほう とく、字・令明）
始めは馬超の家臣であり西涼の乱で曹操軍と戦う。その後、馬超と袂を分かち漢中に身を寄せ、曹操が入城した際に降伏、己の意志で主を選び涼州の武を貫くことを決意する。樊城での関羽との交戦では、関羽の額を射抜くもその鏃は脳に届かず、続く一騎討ちで斬られた。
張郃（ちょう こう、字・儁乂）
袁紹配下時代は作中では描かれず、涼州の乱で初登場。自分の中の天賦の才を、生涯をかけて掘り起こそうと努力し続ける「歴戦」の将。漢中攻防戦以降の不甲斐無い戦績を悔やんだことに対し、曹操から敗北こそを自分の経験にすべきと説かれる。
臧覇（ぞう は、字・宣高）
かつては泰山の軍閥の首魁で呂布に従っていた武将。張遼とはその頃からの仲。名前だけは序盤から出てくるが、実際に登場するのは物語後半になってからである。「常山の蛇」の用兵で呂蒙を感嘆させる。

##### 曹操の親族
卞玲瓏（べん れいろう）
声：田中敦子
曹操の側室だったが、丁美湖の離縁後に正室となる。歌妓の出身で曹操に出会う以前は董卓の愛人だった。若い頃から「皇帝を産む」という野望を抱く。曹騰の葬儀の際に地下室で曹操と激しく交わりながらその野望を告白し、自分を孕ませてくれるように頼んだ。後に実子曹丕が帝位につく。歳を重ねた頃にはかつての怜悧で野心に溢れた様子は消え、懐が広く、他の夫人の子にも分け隔てなく愛情を注ぐ賢夫人として穏やかに後宮を取り仕切っている。
曹昂（そう こう、字・子脩）
声：諏訪部順一
曹操の長子。母は劉夫人。母の死後は丁美湖に育てられる。優しい性格で、天文の才を持つ。宛城で張繡と賈詡により曹操が奇襲された際、星を見て自分の天命を知り、曹操救出のため青州兵を率いて駆けつける。その苛烈なまでの戦いぶりを見た曹操は曹昂に己の天命を託そうとしたが、逆に曹昂の犠牲により自らが生き残る結果となり、悲嘆に暮れた。
曹丕（そう ひ、字・子桓）
曹操の子。母は卞玲瓏。容姿は青年時代の曹操に似る。曹操が拘り続けた漢中を鶏肋と切り捨てるなど、怜悧・冷徹な性格として描かれる。曹操の後継者として家督を継ぐが、彼の目指すものは「奸雄の類の住めぬ世」で父のそれとは大きく異なる。圧倒的な存在である父・曹操に囚われることの愚かさをよく理解しており、彼に対してコンプレックスを見せることはなかった。
曹彰（そう しょう、字・子文）
曹操の子。母は卞玲瓏。曹丕の弟。勇猛だが熱くなりやすい性格。猛獣と格闘できたという正史のエピソードに基づき、孫権が飼う虎の仁と戦い、その心臓を手刀の一撃で抉り出した。曹操からは「黄鬚（きひげ）」と呼ばれている。曹植とは仲が良い。
曹植（そう しょく、字・子建）
曹操の子。母は卞玲瓏。曹丕、曹彰の弟。純朴な性格で感性的な詩を詠み、奇抜な服装と酒を好む。曹丕の妻である甄姚に想いを寄せ、その想いを曹丕に感づかれたかのような描写もある。天性の詩才は曹操を越え、さらに天下の戦と政の大局を読む才をも有する。当事者間では互いにどうとらえているのかは描かれなかったが、曹操の後継者の地位を巡り、曹丕との間で派閥争いがあった。
曹休（そう きゅう、字・文烈）
曹操の甥。曹仁・曹洪とは血縁だが、曹操と血の繋がりはない。漢中攻めで初登場。優秀だがまだ若く、呉蘭・雷銅に隙を突かれそうになった所を曹洪に助けられ注意を受ける。

##### 北部尉時代
辛（しん）
声：茶風林
洛陽北部尉時代の曹操の秘書官として登場。曹操に「有能な秘書官」と評される。曹操の冀州頓丘への赴任にも随行を許され、側に仕えた。
宋鎰（そう いつ）
声：掛川裕彦
洛陽北門守備隊長として登場。人相が悪い。部下を使って曹操を貶めようとしたが、制裁を受けて心服する。武人としては、蹇朔が耐えきれなかった五彩棒による制裁（打擲3回）を耐えぬくほどの耐久力を持つ。黄巾の乱に際し、諜報のため黄巾軍に潜入するが、実戦部隊に組み込まれて抜け出せなくなる。
張奐（ちょう かん、字・然明）
声：福田信昭
双斧・投げ斧の達人。張譲に騙され党錮の禁に加担した己を恥じ、十常侍の不正の証拠を持ちながらも隠遁していた。曹操に見出され、若き曹操軍を支える将となる。黄巾の乱において、食料砦襲撃の際に張曼成との一騎討ちで敗れ倒れるが、直後に夏侯惇が張曼成と戦った際に最後の力で支援し、張曼成を討ち取る一助となる。戦いの後、曹操の治世を見ることができない無念を夏侯惇に遺して絶命。夏侯惇は涙ながらに「漢王朝、曹操軍の将、張奐！黄巾党の張曼成を討ち取ったり！」と全軍に告げて彼の忠義に報いた。

#### 魏のその他の人物

##### その他の曹操の親族
曹騰（そう とう、字・季興）
声：野沢那智
曹操の祖父。中常侍と呼ばれる高級宦官であり、跡継ぎのために曹嵩を養子とした。以前は霊帝に仕えており、霊帝からは自らの祖父であるかのように慕われている。宮中を退いた後は悠々自適の身となり、幼い曹操の才覚を見抜き、生きがいとした。普段は好々爺として過ごすが、曹操を敵として付け狙う張譲に対しては、高位の宦官に登ったころの顔をむき出しにした。
曹嵩（そう すう、字・巨高）
声：家中宏
曹操の実父。中常侍・曹騰の養子となる。幼少期の曹操からは「教養と能力があるから高い役職につくべき」と尊敬を受ける。曹騰には気概がないと評されるものの、逆に自身も浮世離れした曹騰の考えと発言に呆れている。何をしでかすか分からない曹操に手を焼き心配している。後に兗州牧となった曹操に自領に招かれるが、その途中で賊の襲撃に遭い殺害された。
白蓮（びゃくれん）
声：百々麻子
曹操の実母で曹嵩の妻。奔放な若き曹操の事を心配していたが、一方で信頼している面を窺わせる。
丁美湖（てい みこ）
声：遠藤綾
曹操の許婚で、正室となる。強気で素直になれない性格。何かと奔放な曹操の事を気にかけている。我が子のように可愛がっていた曹昂の死をきっかけに曹操のもとを離れる。
環霖明（かん りんめい）
曹操の第五夫人。卞玲瓏の側にいることでその器の大きさを感じ取り、彼女には敵わないと感じている。新たに夫人となった趙翠湍（ちょう すいたん）をどう見ても田舎者と不快に思っていた。
甄姚（しん よう）
曹丕の正室。元は袁煕の室。曹丕よりも5歳年上。官渡の戦いの後、落城する袁家の城から初陣の曹丕が奪っていく。実は曹操にも狙われていた。のちに曹植も彼女の運命に同情し、そして惹かれていった。
曹叡（そう えい、字・元仲）
曹丕と甄姚の息子で、曹操の孫。曹操に娘の桃華（とうか）と間違えられた。
曹節（そう せつ）
曹操の娘。曹操によく似ている。献帝の後宮に姉の曹憲、妹の曹華とともに貴人として迎えられる。頭の中は曹操の話でいっぱいである。献帝と気が合い、後に伏皇后に代わり彼の正室となった。
当時の「曹操という時代」を代表する存在として位置づけられ、王欣太自身、何晏と並んで「はずせない」存在と語っている。
曹安民（そう あんみん）
声：松田佑貴
曹操の甥。曹昂と仲が良かった。宛城で張繡軍の急襲に遭った際には典韋とともに防戦するが、そこで戦死した。
曹泰（そう たい）
曹仁の長子。樊城攻防戦で登場。その姿は若き日の曹仁によく似ている。

##### その他の文官
毛玠（もう かい、字・孝先）
ボサボサ頭の小さな老人。全く新しい屯田制を考えている者として荀彧に人材抜擢される。老いて、話すより筆をとる方が早く説明が済むため、大量の竹簡とともに曹操の前に現れた。
陳琳（ちん りん、字・孔璋）
声：檜山修之
元袁紹軍幕僚で建安七子の一人。官渡大戦前夜の曹操の常識破りな宣戦布告に対し、「宣戦誣告」での対抗を提案。彼の文才は曹操を激昂させると共に感嘆させた。袁家滅亡後は曹操に招かれ、曹操や曹植の導く「新しい言葉の世界」の到来に歓喜する。その後も曹植とは親交を保ち、曹操の後継者にも彼を推していたようである。建安21年の南征において、曹植の遠征記に発奮し中原に安住し続けることで自らの才が堕落することを恐れ、他の七子と共に従軍を志願する。しかし疫病を患い陣没。
宋忠（そう ちゅう、字・仲子）
荊州の儒者。官渡大戦時、自身が身を寄せる劉表に対し、袁・曹どちらにも与せず中立を保つことを進言するが、それを逆手に劉表から二人を取り持つため、使者となることを要請される。荊州降服後は中原の学士と交わり、「曹操」という人物を量ることで時代の転換点を悟り、戦後経営に尽力することを誓った。
文庫版発売以降の増刷本では官渡大戦時の紹介はされていない（全く外見の異なる人物であるため修正され別人扱い）。
杜襲（と しゅう、字・子緒）
曹操軍幕僚。赤壁大戦前夜、孫権軍攻撃への慎重論の中心人物として登場。八方に伸びた髭が特徴。赤壁後も参謀として地方や中央で曹操に振り回されながらも様々な提言をする。
華歆（か きん、字・子魚）
曹操軍参謀。元孫策幕下。赤壁前夜、対孫権軍主戦論者の中心として初登場し、杜襲らの慎重論と対立する。杜襲とはその後も揃って登場することが多い。元孫策幕下であったためか、孫権のことを何か思うところがあるかのように「仲謀」と字を呼びすてにする。
蔡瑁（さい ぼう、字・徳珪）、張允（ちょう いん）
元劉表配下の参謀の二人。荊州降伏後に登場。降伏兵の内情を曹操に訴えていたが、異民族との交流や賈詡からの話を経て曹操に惹かれる。新たな自分を予感していたが、奇襲に訪れた甘寧に殺害された。
荀顗（じゅん ぎ、字・景倩）
荀彧の四子。極めて生真面目な性格に加え、儒学の影響が強いことから、荀粲からはカビ臭いと評されている。
荀粲（じゅん さん、字・奉倩）
荀彧の末子。奔放な性格の持ち主。老荘思想の影響を強く受けており、儒学的な思想を否定している。
崔琰（さい えん、字・季珪）
「儒」を象徴する人物の一人。曹操の唯才に対しあくまで人物に「才」と「徳」は不可分と考えている。司馬懿を高く評価している。曹操に媚び諂う現在の腐り果てた儒者の情勢を嘆き、本来の「儒」の誇りと権威をとり戻そうとする。その覚悟を曹操から認められながらも、楊訓を推挙した罪に問われて禁固され、信念を貫き刑具に頭を打ち据え自害した。
杜畿（と き、字・伯侯）
西涼攻めで初登場。曹操に「とっつきにくい顔」とからかわれながらも二千石の郡太守として曹操軍の兵站を一挙に担う。兵站のスペシャリストとしてその後の戦でも後方支援に徹する。また、漢中攻防戦では兵糧をおとりに黄忠を誘い出すことにも成功する。
賈逵（か き、字・梁道）
西涼攻めで初登場。頭部の大きなこぶが特徴。曹操にそのこぶを育てた「激しい怒り」を認められ、いきなり弘農郡の代理太守に任じられる。
丁斐（てい ひ、字・文侯）
正史では曹操の同郷で古参の配下だが本作では西涼攻めに際して曹操が賈詡に紹介した不届き者の一人として登場する。収賄の罪で投獄されていた。賄賂で得た金は全て牛馬の購入に充てていた。曹操からは、牛馬の扱いに長けた人物として紹介される。馬超が曹操を襲撃した際、曹操を救うべく牛馬を放して状況を混乱させた。
楊沛（よう はい、字・孔渠）
西涼攻めに際して曹操が賈詡に紹介した不届き者の一人。法に厳格なあまり高官に怪我を負わせてしまい、髠刑を受けて投獄されていた。曹操からは、融通という物がまるでない人物として紹介される。無表情に力技で、指揮下の兵士の喧嘩を仲裁する。
婁圭（ろう けい、字・子伯）
西涼攻めに際して曹操が賈詡に紹介した不届き者の一人。常に不満をブツブツと呟いている。曹操からは「うぬぼれ具合は賈詡と双璧の漢朝一の嫌われ者」と紹介される。
鍾繇（しょう よう、字・元常）
西涼攻めで初登場。とても長い耳毛が生えている。この耳毛はセンサーのように反応し、時たまに上を向くことがある（曹操が現れる前ぶれになど）。魏諷のクーデターに際しては、魏諷の仕官を推挙したのが鍾繇であったことから、連座し処罰の対象となった。
徐奕（じょ えき、字・季才）
西涼攻めで登場。乱後の関中復興のために集められた人材の一人。城市と治水の修復計画を担当。
鄭渾（てい こん、字・文公）
西涼攻めで登場。乱後の関中復興のために集められた人材の一人。農事を担当。
董昭（とう しょう、字・公仁）
曹操の魏公就任を提案する幕僚たちの中心人物。その提案には、曹操幕下の者たちに功績に見合った位を与え、彼らの不満を解消させる意図があった。しかしそれは曹操の帝位簒奪にも繋がるとして、大いに荀彧を悩ませることになる。
韋康（い こう、字・元将）
涼州刺史。涼州の乱後、馬超と和議を結ぶも、裏切られて馬超に殺された。
魏諷（ぎ ふう、字・子京）
物語終盤に登場。強い眼力と極度に縮れた毛髪が特徴。養父は曹操の徐州虐殺の生き残りで、赤子の頃から少年時代の孔明によって煽動家としての運命を決定付けられていた。学問の場に赴き「崇息観（すうそくかん）」と呼ばれる独特の呼吸法を基とする思想によって、中央の士大夫層を中心に同志を増やす。関羽の樊城攻略の際に大規模なクーデターを起こすも、計画は事前発覚していたため即鎮圧されて、曹丕によってその首を斬られる。
銭申（せんしん）という猿を連れている。銭申もまた、陳禕が捕えられ拷問を受けた際に処刑されている。
涼茂（りょう ぼう、字・伯方）
曹操の魏王就任時に登場。就任の祝辞を述べて良いのか悪いのか、曹操の表情からは全く見当がつかず困惑していた。
王粲（おう さん、字・仲宣）、応瑒（おう とう、字・徳璉）、徐幹（じょ かん、字・偉長）、劉楨（りゅう てい、字・公幹）
いずれも建安七子。建安21年の南征において、曹植の遠征記を読み発奮し中原に安住し続けることで自らの才が堕落することを恐れ、他の七子と共に従軍を志願する。遠征先の合肥にて疫病を患い、全員陣没。
陳矯（ちん きょう、字・季弼）
魏郡の治安責任者。投獄された崔琰の様子を曹操に報告する。
呉質（ご しつ、字・季重）、朱鑠（しゅ しゃく）、陳羣（ちん ぐん、字・長文）
いずれも司馬懿とともに曹丕の四友。曹丕と四友全員で、漢中の軍事撤退を曹操に進言する。しかし激怒した曹操にそれを完全否定され、畏縮し切ってしまった。
陳禕（ちん い）
魏諷の同志の一人。何晏から「鼻息男（はないきおとこ）」と名付けられる。何晏の密告で捕えられ拷問を受けた結果、魏諷の乱が事前発覚し、即鎮圧されることになる。手酷い拷問を受け、魏諷の前に姿を現した時には精神は崩壊してしまっていた。他の仲間とともに射殺される。
宋度（そう たく）、王昭（おう しょう）、王耽（おう たん）、張泉（ちょう せん）、劉偉（りゅう い）
魏諷の同志たち。順に、宋忠の長子、王粲の長子、次子、張繡の長子、劉廙の実弟。魏諷の乱に加担するも、計画は事前発覚していたため即鎮圧されて、全員射殺された。

##### その他の武官
李（り）
洛陽北部尉時代の曹操の部下。曹操が頓丘県令に就いて任地に赴く際、後任の北部尉である王忠（おう ちゅう）に、五彩棒を封印する提言をするよう曹操に指示される。
朱霊（しゅ れい、字・文博）
初登場は、曹操に袁術攻めを命じられた劉備の行軍に監視役として同行。涼州攻めで曹操からは、軍才も上々、残忍を好む性質も問題というほどではないと評される一方で、味の悪い物言いを不快に思われている。
車冑（しゃ ちゅう）
声：逢坂力
呂布との戦いの後に徐州刺史となる。曹操を裏切った劉備を捕えようとするも、劉備によって斬られた。
劉延（りゅう えん）
声：城山堅
袁紹との戦いでの白馬津の守将。意気の上がる顔良軍の猛攻にさらされるが、突如援軍に来た関羽・張遼の加勢を得て、退ける事に成功した。
山隆（さん りゅう）
官渡の戦いで登場。曹操軍の平凡な一兵卒。顔中にピアスを開けていて、坊主頭で腕に刺青し、関西弁で話す。食うため女にモテるために兵となった単純な若者。曹操の命により兵卒となった夏侯惇と同じ幕舎での寝泊まりをきっかけに、彼を心から信頼し憧れるようになり常に戦いでは行動をともにする。窮する陣営から逃亡者が続出する中、最後まで逃げなかった。曹操軍の反攻開始時に、将軍に戻った夏侯惇が駆け抜ける中、乱戦のうちに絶命する。
山隆という名前や外見は王欣太の亡くなった友人「ヤマモト」に由来する。
馮楷（ふう かい）
雷緒討伐時に夏侯淵配下として初登場。その後も西涼攻めや漢中攻防戦で夏侯淵、曹操のもとで戦う。
費瑶（ひ よう）
涼州の乱で初登場。張郃の副将。目が細い。
路招（ろ しょう）
夏侯淵配下として漢中攻防戦で登場。特徴的な笑い方をする。劉備追撃時に夏侯淵の援護むなしく劉備の救助にきた馬超に討たれる。
牛金（ぎゅう きん）
樊城攻防戦で登場。曹仁の副将。大きな傷跡が、額に真一文字に、頬に縦に走っている。曹仁の制止を聞かず、関羽に挑むも一撃で真っ二つにされて死亡。
成公何（せいこう か）
樊城攻防戦で登場。于禁の配下で成公英の弟。龐悳とともに関羽と対峙し討死。
雑誌掲載時には成何という名前で掲載されていた。
徐商（じょ しょう）、呂建（りょ けん）
樊城攻防戦に参戦した二人の将。北辺を転戦し続けていたため物凄い悪臭を放つ。頬に縦に大きな傷跡があるのが呂建。首が長いのが徐商。
殷署（いん しょ）、朱蓋（しゅ がい）
樊城攻防戦で登場。樊城救援部隊の二人の将。徐晃の策により殷署が夏侯惇に、朱蓋が張遼に変装。関羽軍西門包囲部隊を大混乱に落とし入れるも、正体を見切っていた趙累に斬られた。

### 蜀

#### 劉備三兄弟とその親族
劉備（りゅう び、字・玄徳）
声：関智一 / 徳山靖彦（三国志大戦） / 子安武人（三国志大戦（第2期））
非常に長い腕と大きな耳の持ち主。自称「幽州の北斗七星」。一人称は「おいら」で、江戸っ子のべらんめぇ口調。関羽と張飛には「長兄」と呼ばれる。初登場時は、昼は草鞋を売りながら、夜は侠の頭「鬼嚢（きのう）」として民草を助けていた。関羽・張飛と義兄弟の契りを交わし徒手空拳から天下を狙う。戦では二刀流で戦う。
自らを「天下の器」と評し、数多くの人心を集める。本人の意志にも拠らず民草に戴かれるほどの桁外れの人気（じんき）と底なしの器量は「大嚢」と表現される。一方で、第六感任せのその行動は「梟雄」「鼠賊」「大うつけ」「反曹操を掲げているだけ」とも非難される。危機にさらされる度に夢もプライドも投げ捨ててしまう場面もしばしばあるが、幾多の困難を乗り越えて自らの器を再確認していく。
当初は拠って立つ地をなかなか得られず流浪の時代を送っていたが、雌伏を経て軍師である諸葛亮を始め、優れた人材を揃えるようになり、やがて天下一と言われる曹操軍に定軍山で勝利できるほどの勢力となった。
王欣太曰く「登場人物の中では最も自分に性格が似ている」という。
関羽（かん う、字・雲長）
声：諸角憲一 / 私市淳（三国志大戦） / 津田健次郎（三国志大戦（第2期））
美髯をもち青龍偃月刀を愛用する、義侠と理知に富んだ士。肌の色は赤みを帯びている。自称「義侠の積乱雲」。「美髯団（びせんだん）」という義侠集団の頭目として初登場。若き日の劉備と出会い、その民を想う心意気に打たれ、張飛とともに義兄弟の契りを交わす。劉備には「関さん」、張飛には「雲長兄ぃ」と呼ばれる。呂布と互角に渡り合うほどの卓越した武芸者であるが、曹操に降った際には為政者としての素質をも見出されるなど、敵味方の枠を越えて曹操からも高く評価される。
益州攻めの際は荊州の守りを任され、劉備が漢中王に即位すると北伐を開始。樊城を攻め立て、超人的な武威を奮う。関羽包囲網での激戦の後、孫権自らの手で首を落とされる。あくまでも大地に根ざした理想を掲げる曹操とは対照的に、神へ昇りつめる存在である極めて重要な人物として描かれている。
重厚で超然としていることが多く、劉備がどれほどうろたえていても落ち着いているが、時折激情を迸らせる描写がみられる。荊州で雌伏にあって、やさぐれかけていた劉備に対しても常に参謀を諮問し、孔明の淫猥な言動を劉備が拒絶してもなお「曹操ならば用いる」と焚き付け、「まだわからんのか、俺はな、あんたと一緒に天下に行きたいのだ」と熱く述べるほど無比の忠義を劉備に寄せている。これ以前にも劉備に対しては「あんたが曹操を上回る器かどうかはわからん。しかし私の兄弟としてはあんたはいついかなる時でも誇れる男だよ。それだけで十分だとわかった。それだけで天下に行こうじゃないか」と素直な気持ちをぶつけている。
王欣太は終盤の活躍を描くにあたり、神である関羽への礼を失しないよう自分の描いたイラストを基に神棚まで作ったという。
張飛（ちょう ひ、字・益徳）
声：関貴昭 / 麻生智久（三国志大戦）
虎髭を生やし蛇矛を扱う、大酒飲みで喧嘩っ早いが、侠気溢れる豪傑。字は正史通り「益徳」だが、講談師などの間ではこの頃からすでに演義の字「翼徳」が間違って流布している。劉備と関羽には字で呼ばれる。先に義兄と仰いでいた関羽が劉備と義兄弟となったため、なし崩しに自身も劉備の義弟となってしまう。劉備・関羽の突飛な言動に振り回される中、三兄弟の中では常識的な言動をとる。長坂の戦いでは天下無双の武を見せる。許褚の人物評では「猪」。
糜亀姸（び きけん）
劉備の室。口元にほくろがあり、お亀顔。おっとりとしているが気丈な性格で、何か悩み事がある時に劉備はよく彼女を抱く。劉備からは「亀（かめ）ちゃん」と呼ばれていた。長坂の戦いにて、崩壊する馬車より阿斗を守るも重傷を負い死去。
甘夫人（かんふじん）
劉備の室で、劉禅の母。長坂の戦いでは糜亀姸と同じ馬車にいたが、劉冀と趙雲によって助け出される。赤壁の戦いの後に死亡。
劉冀（りゅう き、字・公徳）
声：松本さち
劉備の長子。劉備が徐州にいた頃に生まれたと思われる。幼くして儒の思想を語り、漢帝国への想いは父・劉備よりも強い。曹操の徐州再侵攻の際、関羽や他の劉備の親族と共に捕虜となり数年を曹操の下で暮らす。長坂の戦いの中で、父と自身の天命を知るが、直後に背中に矢玉を受け死亡。
劉禅（りゅう ぜん、字・公嗣、幼名・阿斗）
劉備の子。母は甘夫人。長坂の戦いで初登場。利発で快活な少年。孫燁夏をよく慕っており、自らも関西弁で喋る。
劉封（りゅう ほう）
劉備の養子。関羽最後の出兵時に登場。孟達と共に上庸城を守備した。関羽軍へ要請通り援軍を出すよう慎重な孟達に強く迫るが、その若さによる血気に逸る言動をたしなめられる。
関平（かん へい）
関羽の長子。本格的に登場するのは終盤であるが、幼少期の関平らしき人物が長坂の戦いに登場している。髯の長短以外は容姿、性格とも関羽に瓜二つの若者。実戦経験がほとんど無いにもかかわらず満寵に「とんでもない血統」と驚愕されるほどの武の才能を持つ。一方で過剰に礼を重んじるなど古風で合理性に欠ける一面がある。関羽包囲網の最中で陸遜に討たれた。

#### 家臣
諸葛亮（しょかつ りょう、字・孔明）
声：平田広明 / 服巻浩司（三国志大戦）
初登場時は神秘的な少年であり曹操の覇業に興味を持っていた。十数年を経て再登場した時には、張飛よりも背の高い筋骨隆々の大男になっていた。幻想の世界を眺望する超越者の如き妖しき異才であり、正と奇を自在に操ると公言し権謀術数にエクスタシーを見出す。桃源郷のような場所を住処にし、常に異国の女性数人と、寓話の世界の住人のような老人2人・童子2人を付き従えている。
劉備との初対面では淫猥な言葉で天下を喩え、天下を三倍に考える「天下三分の計」を説いた。長坂の戦いでは劉備を精神的に追い込み天下人として覚醒させ劉備の臣下となる。呉に赴き曹操と戦わせるように促した後、呉との水戦で破れ昏睡状態となった曹操に夢の中で語りかけ強く惹かれるが、完全に現実世界で生きる曹操には孔明の名も存在も認識すら出来なかった。そのことに自尊心を傷つけられ、自分の存在を曹操に刻み付けることに執着して呉軍の作戦に超常的な力で介入し、曹操軍の本陣を火の海にした。そして敗走する曹操の心に再度接触をはかったが、「くどい」と一蹴される。
赤壁後は、外見は金髪が黒髪に変わり三つあった瞳が一つになって文官然とした容姿になり、また女性たちや老人・童子らも姿を見せなくなり、外見・性格ともに大分落ち着き、法家の能吏としての実績を積んでいく。しかし自身の曹操への並々ならぬ執着と、相反する曹操からの無関心は変わらない。法正が倒れた後は劉備に漢中王に封じ、劉備の声望と関羽の武名を利用した策を曹操に仕掛ける。
王欣太曰く「従来の三国志を有り難がっている人達に感じた違和感全てを持ってきたキャラクター」。また、連載前は三国志を全く知らなかった王欣太が唯一名前だけは知っていた人物。正史の武帝紀に諸葛亮の名が一度も記載されていないことから、「わずかでも才を持てば一度名を聞いただけで十万の人物を覚える」曹操が何度名を聞いても覚えられず、どれだけ諸葛亮の話題で周囲が盛り上がっても全くその話を聞いていないキャラクターとして描写された。
趙雲（ちょう うん、字・子龍）
声：森川智之 / 徳山靖彦（三国志大戦）
冷静沈着の偉丈夫。劉備曰く「きれいな男、返り血ひとつ浴びない武人」。初登場の際には、袁紹陣営を単騎で通り抜け公孫瓚陣営に参加し、麴義を一撃で討ち取った。亡き母の喪に服して目を閉じている間に一時的に失明するも、再会した劉備によって再びその眼は開くことになる。以降卓越した武芸で数多の戦場を駆け巡った。許褚の人物評では「スズメ蜂」。
曹豹（そう ほう）
声：室園丈裕
元・陶謙の配下。陶謙が没するに当たって徐州を劉備に譲るという遺言を預かり、以後は劉備の配下となる。後に張飛に諫言した際、逆に激昂した張飛に絞殺された。
徐庶（じょ しょ、字・元直）
坊主頭をしていて頭から顔にかけて傷だらけである。己の「方寸（心臓）」に従い生きることを信条としている。長坂の戦いでは錯乱した劉備に替わり兵を動かすも、曹操軍に捕縛される。その後、曹操軍の陣中で、自分の存在が歴史上「劉備に諸葛亮を紹介した人物」としてしか語られないであろう事を悟り、全身から血を噴き出すほど激昂する。
周虎（しゅう こ）
長坂の戦いで登場。張飛のことを「益徳兄ィ」と呼んでいる。満身創痍になりながら張飛の子を助けるも、子は張飛の元に届いた時にはすでに死んでいた。劉冀らとともに矢玉を背中に受け死亡。
馬良（ば りょう、字・季常）
赤壁の戦い後の孫劉同盟締結時の会談で登場。眉が白い。声が非常に小さく、目一杯張り上げてもろくに聞こえないほどである。
糜竺（び じく、字・子仲）
糜亀姸の兄。赤壁の戦い後の孫劉同盟締結時の会談で登場。徐州時代から劉備に従う。
殷観（いん かん、字・孔休）
元劉表の臣。赤壁の戦い後の孫劉同盟締結時の会談で登場。荊州の返還を強硬に主張し、劉備に一喝される。
馬超（ば ちょう、字・孟起）
声：服巻浩司（三国志大戦） / 森久保祥太郎（三国志大戦（第2期））
馬騰の子。異常なまでに純粋で理想高い性格となっている。董卓の暴虐に辱しめられて威信を失った国が、曹操によって延命される様子が許せず、叛旗を翻し盟主として乱を起こす。しかし乱においては、潔癖であるが故の脆さをのぞかせ、一度は単騎で曹操を追い詰めるも、逆撃を被り多くの仲間を失う。退却の最中、己の心情を崇高に優先した結果、生き残った龐悳らと訣別することになる。失意のうちにたどり着いた劉備の元でその器の大きさに触れ、人としての心を取り戻した。以後は劉備の夢のために武を振るう。許褚の人物評では「鷹」。
王欣太曰く「キーワードは『凶気の桜』」「切ないテロリストのイメージ」。
馬岱（ば たい）
馬超の従弟。涼州の乱で初登場。馬超・龐悳と比べると感情的な性格。馬超の事を「孟起殿」と呼んでいる。涼州の乱で、馬玩の犠牲をもって龐悳とともに馬超の窮地を救い、その後も彼に付き従っていたが、一時行動を別にする。だが、劉備の漢中侵攻時にはいつの間にか劉備に仕え、一軍の将となっている。
龐統（ほう とう、字・士元）
無頼漢めいたクールな美男、冷徹なマキャベリストとして描かれる。左腕がなく、戦では小さな矢を放つ暗器を使用。長坂逃避行の後の曹操と荀彧との会話の中や孫劉会談時の馬良の発言の中で名前のみ登場するが、実際に作中で描かれるのは劉備の蜀侵攻時である。粗末な着衣に言動も不遜で、主君劉備に対しても物怖じせずに発言するが、それを受け入れる劉備に心服している。雒城周辺の砦での戦いで矢傷を負い、諸葛亮を呼び寄せるよう劉備に進言して息を引き取る。
人物設定ノートによれば、目のデザインモデルはデビッド・ベッカム。
馬謖（ば しょく、字・幼常）
兄に馬良。蜀への侵攻時に初登場。利発そうな青年。諸葛亮からの受け売りで、劉備に「漢中王」なる呼称の真意を説く。
法正（ほう せい、字・孝直）
劉璋の配下であったが、孟達と共に劉備に寝返り、蜀獲りを勧めると同時にその軍師となる。感性的な孔明とは対照的に理知的な軍略を繰り広げ、部屋には膨大な量の書簡がある。定軍山の戦いでは、曹操を相手取って無名ながらその実力を遺憾なく発揮するが、激務がたたって戦線離脱することになった。その翌年死去。
孟達（もう たつ、字・子度）
劉璋配下であったが、法正とともに劉備に寝返り蜀獲りを勧める。後に上庸を劉封とともに占領するも郭淮のゲリラ戦に翻弄され、関羽への援軍を出せなかった。
簡雍（かん よう、字・憲和）
鬼嚢時代から劉備に付き従っていたようだが、初登場は蜀への侵攻時。楽観的な性格で劉備のよき相談相手。劉璋から玉製の帯留めをくすねるなど盗っ人時代の癖が抜けていない。心のこもった言葉で劉璋に降伏を勧める。
黄忠（こう ちゅう、字・漢升）
劉備の蜀獲りの際、劉備旗下の将軍として初登場。漢中戦において法正の密命を受け、定軍山の麓で劉備と対峙していた夏侯淵を討とうと目論むも、逆に負傷させられる。その後、諸葛亮が潜ませていた兵の矢によって致命傷を負った夏侯淵に対し、負傷しながらも止めを刺した。続く戦いで療養を命じられる身であったにもかかわらず、罠が張られた曹操軍補給路を一人で潰して生還するなど、老いてもなお盛んである。
魏延（ぎ えん、字・文長）
劉備の蜀獲りの際、黄忠と共に初登場。土佐弁で話す。当初は一騎兵であったが、緒戦の活躍で将軍に抜擢された。戦場では荒武者だが、平時はかなりの上がり症である。
卓膺（たく よう）
劉備の蜀獲りで登場。龐統の部下。雒城周辺の砦での戦いで討ち死する。
李恢（り かい、字・徳昂）
劉備の蜀獲りで初登場。法正とともに劉備の帷幕にいた幕僚。
厳顔（げん がん）
元・劉璋配下。漢中争奪戦で初登場。老将。
陳式（ちん しょく）
漢中争奪戦で初登場。顔に斜めに走る大きな傷が特徴。
雷銅（らい どう）、呉蘭（ご らん）
漢中争奪戦で登場。雷銅は張飛、呉蘭は関羽に、それぞれ容姿や言動に影響を強く受けており、上司となった張飛を辟易させた。下弁にて共に曹洪に討たれる。
廖化（りょう か、字・元倹）
漢中争奪戦時に初登場。元は侠。樊城攻防戦では、呂蒙の荊州南郡占拠を関羽に知らせるために、単身三日三晩に渡り逃亡劇を繰り広げる。しかし、先回りしていた孫皎の虎燕拳により倒された。
張翼（ちょう よく、字・伯恭）
漢中争奪戦で初登場。睫毛が長い。揉み上げ部分の髪を後ろで結わずに長く前に垂らしている。
趙累（ちょう るい）
樊城攻防戦時に関羽軍の都督として登場。平凡な容姿だが戦局を正確にとらえられる冷静さと呉の奇襲に激しく憤慨する熱い心を併せ持つ。関羽とは古馴染みであるらしく、絶大な信頼をよせられており、関羽が戦だけに集中することができるよう軍の配置や兵糧の手配を担当する。乱戦の最中、陸遜に斬りつけられた関平に気をとられた隙に、敵兵士に斬られる。関平の将来の立派な姿を幻想しながら逝った。
孫狼（そん ろう）
関羽の樊城攻めに呼応して蜂起するが、民兵に討たれ司馬懿に首を差し出された。
王甫（おう ほ、字・国山）
樊城攻防戦で登場。後方を自らが守りぬくことを誓い、荊州の呂蒙のもとに向かった関羽を心配する趙累を、関羽への援軍に向かわせた。

### 呉

#### 孫家三代とその親族
孫堅（そん けん、字・文台）
声：相沢正輝 / 川津泰彦（三国志大戦）
碧眼で西洋人のような風貌が特徴。作中では「帝王」と称される。「江南の虎」と呼ばれる猛将ながら、曹操とは違った形で物事の合理性を追求しており、曹操とは互いに天下を担える者と認め合う。洛陽へ一番乗りした後はいよいよ王としての風格を身につけた。しかし劉表と交戦中、一人で居るところを狙撃されて絶命。
孫策（そん さく、字・伯符）
声：松風雅也 / 服巻浩司（三国志大戦） / 斉藤壮馬（三国志大戦（第2期））
孫堅の長子。辮髪が特徴的。豪胆かつ猛々しい性格で、作中では「覇王」と称される。江南平定戦においては、民から熱烈な歓迎を受けるが、その反面で、攻められた側からはおびただしい怨嗟を受けるようになる。それが元で刺客に狙われ、いよいよ曹操のいる中原に軍を進めようとした矢先、毒矢を受けてしまう。なおも若さに任せて軍を進めるが、毒に耐え切れずに道中で倒れ、壮絶な最期を遂げた。
孫権（そん けん、字・仲謀）
声：洞内愛 / 私市淳（三国志大戦）
孫堅の次子。虎の仁（じん）をはじめ様々な獣に懐かれる性質を持っている。一人称は「儂」で「〜じゃ」という話し方をする。血気盛んな孫策に対して、少年期は無邪気な性格で、孫策と周瑜からは大器と見出されていた。孫策の死後はやや無気力感を漂わせたが、頭の中では自身の周りで起きた運命や世の中の流れについて終わる事のない自問を繰り返していた。赤壁の大戦、曹操・劉備との対面、合肥の戦い、関羽討伐などを通して王として成長していく。曹操とは互いに忌々しく思いながらも、親子のような情を抱く好敵手となる。
孫燁夏（そん ようか）
孫堅の娘。「江南随一、孫家の娘（女）」と評されるように、気丈夫な女性として描かれる。関西弁で話すのが特徴。政略結婚で劉備の下へ嫁ぐが、実際に劉備の器には大いに惚れ込む。孫一族と劉備以外の者は、その直視から目をそらしてしまう。
大喬（だいきょう）
孫策の室。小喬の姉。孫策の死後、通常の倍の期間喪に服していた。赤壁の戦いに際して周瑜に意見すべく、周瑜邸を訪れる。琴が得意。
小喬（しょうきょう）
周瑜の室。大喬の妹。笛が得意。
孫紹（そん しょう）
孫策の子。孫策が許都に軍を進める直前に登場。
孫皎（そん こう、字・叔郎）
孫権の従弟。関西弁を喋る。酒席で甘寧にからんだエピソードと共に登場し、独特の武技を得意とする。関羽と一騎討ちを行い、敗れて斬られた。

#### 家臣
黄蓋（こう がい、字・公覆）
声：奈良徹
前半は、韓当、程普とまとめて扱われる。赤壁前半戦の奇襲においては、白旗を掲げる曹操軍の兵士に容赦なく射殺命令を下した。演義のエピソードである苦肉の策も描かれており、亡き大君（孫堅）の意志を胸に曹操船団に接近する。後に死去。
程普（てい ふ、字・徳謀）
声：森訓久
韓当同様、目立った出番は無いが、赤壁では最古参の将として威を示し、たびたび周瑜に詰問する。程普・魯粛が相次いで死去した際、その報せを聞いた孫権が、血が流れるほど唇を噛み締めた事から、孫軍の中での存在の大きさがうかがえる。
韓当（かん とう、字・義公）
声：藤真秀
黄蓋・程普らとともに初期から孫堅に仕える武将。張飛のような激しい顔つきではないが、虎髭をたくわえている。
周瑜（しゅう ゆ、字・公瑾）
声：遊佐浩二 / 掛川裕彦（三国志大戦） / 櫻井孝宏（三国志大戦（第2期））
孫策の兄弟分。その才は孫堅から冗談まじりに「孫家はいつか周瑜に乗っ取られるぞ」と言われるほど。孫堅時代は少年らしく快活な描写もあったが、孫策時代に再登場してからは、智に優れた礼節ある美青年となる。許都に密かに潜入した時に荀彧と会見している。赤壁時から孫堅・孫策亡き後の孫呉の覇業を一人で支える重荷に心身を次第に蝕まれていく。その後、孫権に王として気構えと孫堅・孫策の意志を説き、遺表で魯粛を後継者として指名し病死。
祖茂（そ ぼう、字・大栄）
声：西嶋陽一
孫堅配下の武将。華雄との戦いで押される軍勢を立て戻すため、孫堅の目印である赤い頭巾を被って囮役となった。
張昭（ちょう しょう、字・子布）
二張の一人。仙人のような長い頭が特徴。しかも作品後半になるに従ってどんどん長くなる。君主・孫権を始め若く好戦的な呉の武将たちをカミナリ親父のように厳しく諫言・叱咤しながらも温かく見守る。
張紘（ちょう こう、字・子綱）
二張の一人。初期は張昭共々やや長い頭の形をしていたが、次第に張昭は縦に長く、張紘は逆三角のように横に大きくなった。孫権陣営の重臣であるが、張昭と違って地味な役柄である。
太史慈（たいし じ、字・子義）
劉繇が逃げ去った後の揚州曲阿城を引き継ぎ、孫策と一騎討ちをして仲間に加わる。統率力が高く義理堅い性格で、兵士たちからは絶大な信頼を得ている。とてもインパクトのある登場をしたが、その後は活躍の場はなく、整列した呉の将軍達の中に小さくではあるが描かれているのみである。
魯粛（ろ しゅく、字・子敬）
揉み上げが巻き毛であることが特徴。曹操の宣戦布告に怖気づく呉陣営でひとり啖呵を切るなど性格は正史を踏襲しており、外見もそれに見合った放蕩的な姿で描かれている。周瑜から絶大な信頼を得ている。また劉備を一目で「天下の器」と見抜き、孫呉と劉備との間を取り持った。その後、病死。
呂範（りょ はん、字・子衡）
孫権配下の武将。初登場時には赤壁大戦前夜における文官らの対曹操同盟論に異を唱え、張昭、張絋らと対立していたが、赤壁後の孫劉同盟締結時には張昭らと「反劉備派筆頭の三老」に挙げられていた。劉備の周瑜を思う心に胸を打たれ涙を流しつつも、孫呉のため彼を呉の地に留め置くことを孫権に進言する。
諸葛瑾（しょかつ きん、字・子瑜）
諸葛亮の兄。一見して人とは思えぬ驢馬のごとき面相をしている。弟である諸葛亮と外見上の共通点は見当たらない。なお、赤壁まで諸葛亮に付き従う謎の老人二人と童子二人が、どちらも諸葛兄弟同様、人と驢馬の顔の対になっている。
甘寧（かん ねい、字・興覇）
声：田中一成（三国志大戦）
赤壁の戦い直前に孫権に抜擢された、「八頭の獣」の一人。元、河賊の頭目。雉の背飾りが付いた衣装を纏う。暗殺・奇襲を得手とし、戦略の一端として一度ならず曹操の目前にまで迫っているが、時に阻まれ全て未遂に終わっている。鉤のある剣を用いたが、合肥で張遼と戦い、軽くいなされ撤退を許した後は、両手の甲に固定した剣を使う。偏屈者で周囲と交わろうとしない。正史では216年濡須口の戦いの直後に病死するが、演義準拠の222年没となっている。
周泰（しゅう たい、字・幼平）
「八頭の獣」の一人。背は低いががっしりした体格で寡黙な武人。大斧を武器として用いる。
蔣欽（しょう きん、字・公奕）
「八頭の獣」の一人。辮髪に、二房の触角のように残した前髪が特徴的。江南一の弓の名手で、ライフリングのある特徴的な大型の弓矢を使う。合肥の戦いでは、張遼を待ち伏せて正面から射たものの、難なくいなされてしまう。対関羽包囲網では、磨き続けた武をもって関羽に挑む。阿獞との連携で関羽に重傷を負わすが、阿獞もろとも青龍偃月刀で突き殺された。
徐盛（じょ せい、字・文嚮）
「八頭の獣」の一人。白い髭をたくわえた老人。自分の乗った船が敵陣の真ん中に座礁してしまったが、そのまま日暮れまで戦いつづけたほどの剛胆な性格。
陳武（ちん ぶ、字・子烈）
「八頭の獣」の一人。顎の割れた濃い顔をした大男。武器は投槍。吾粲とは古い付き合いらしく、かつて一緒に虎刈りを行っていた。合肥の戦いで張遼から孫権を守ろうとして張遼に斬られる。
潘璋（はん しょう、字・文珪）
「八頭の獣」の一人。外見、性格と共に温厚なイメージを受けるが、ならず者の「悪たれ」ばかりを集めた軍を率いる。自身も元「悪たれ」。戦では必ずその地の者を雇い入れる。関羽との戦いでは、自軍の兵士が次々に殺されていく光景に耐えられなくなり、自ら関羽に向かい飛び出していくという一面を見せた。
凌統（りょう とう、字・公績）
「八頭の獣」の一人。赤髪で、編みこんだ前髪が特徴的な若者。正史にある甘寧との確執は表立っては描かれていないが、甘寧が魏軍の馬を見事に強奪したおりに、歯を噛み締めている。それ以外にも甘寧を睨みつけるかのように見える描写が幾度かある。
呂蒙（りょ もう、字・子明）
声：私市淳（三国志大戦）
「八頭の獣」の一人。額に縦に三筋の傷跡がある。頭を使うのが苦手で、興奮したり一度に三つ以上の事を考えると、すぐにのぼせて鼻血を出し時には卒倒してしまうこともある。周瑜死後、尋常ではない量の努力で智を身に付け、孫呉の司令官となる。仲間からは貧乏臭いと思われているらしく、本人もそれを気にしている。重病に侵されながら関羽討伐の総指揮を取り、見事に事を成し遂げた。
吾粲（ご さん、字・孔休）
赤壁の戦い時に初登場。曹操軍の陣容を分析し、火計で攻めることを考案する。赤壁の戦いの後は呂蒙達を智で補佐する。
朱然（しゅ ぜん、字・義封）
名家の生まれ。合肥の戦い時に初登場。呂蒙から温恢の相手を任されるが、結局呂蒙が温恢の挑発に乗って交戦した。その後の関羽との決戦にも従軍している。
虞翻（ぐ はん、字・仲翔）
孫権軍の幕僚。合肥の戦い時に登場。目付きが悪い。兵書の復唱をする呂蒙を見て感心している（同席していた張紘は、呂蒙を認めつつも苦々しい思いを抱いている）。
顧雍（こ よう、字・元歎）
孫権軍の幕僚。目が細く好々爺然としている。物語後半では張昭と共にいることが多い。
陸遜（りく そん、字・伯言）
終盤のみの登場。名門出身の美男子で、軍略・武芸にも秀でている。中央ではいまだ無名であることを利用し呂蒙の推挙で、対荊州の隠し玉として関羽討伐に参陣する。公安・江陵を落とし、関平を討ちとった。
士仁（し じん、字・君義）
元関羽配下で公安城の守将。荊州戦にて呂蒙の偽装を看破したものの、関羽の下では反りが合わず無理をしていた事実を指摘され、その後に現れた陸遜率いる大軍を前に降伏する。
阿獞（あとう）
阿獞と呼ばれているが本名は不明。見た目は人間離れしていて、馬の頭を生のまま食すを好むなど、丁奉以外の人間には恐れられている。ある程度は人語を解すも言葉を話すことはできない。丁奉に見込まれ関羽討伐に参加。丁奉らの楽奏に合わせて歌を歌う。その人間離れした雰囲気から関羽に「獣を放たれた」との誤解を生じさせ、「獣であれば手傷を負わせれば退散する」との読みを覆し、深傷を負いながらも人としての意思で関羽を捕らえる。命を賭して関羽を捕縛した功により、死後に孫権から特等の褒美とともに“馬忠”の名を与えられた。
丁奉（てい ほう、字・承淵）
潘璋配下の兵士で、潘璋のいう「悪たれ」の一人。徒党を組んで一攫千金を狙い、関羽討伐に参戦。お団子頭で、女性のような風貌・格好をしている。阿獞の力を見込んで関羽と対峙させる。笛が得意。
駱統（らく とう、字・公緒）
夷陵を占領した陸遜に、後のことを任される。陸遜は関羽討伐戦に向かった。
潘濬（はん しゅん、字・承明）
関羽討伐戦で登場。元関羽配下。荊州の民を想い呂蒙軍に降伏した。麦城の関羽へ降伏勧告の使者として現われる。毅然とした態度で臨むも関羽らに受け入れられることはなかった。
黥赤（げいせき）
孫皎の部下。点の黥（刺青）を顔中にしている。孫皎とともに、関羽を挟み撃ちしようとしたが、額を横に斬られて戦死。

### 董卓勢力

#### 董卓陣営
董卓（とう たく、字・仲穎）
声：大塚芳忠 / 掛川裕彦（三国志大戦） / 稲田徹（英傑大戦）
北方民族と同じような髪型と衣装を纏っている。何太后を性行為中に首の骨を折って殺害、裸体の女性達を椅子として使用する、百頭近い牛を崖から突き落として足場を作る、釜茹でで処刑した人々の肉を喰らう、など桁違いの暴虐非道ぶりを披露する。その姿は「魔王」と称され、献帝を擁し漢朝を支配した後は、都を地獄絵図のごとき惨状にした。その一方で、自分に反抗する者であってもその才能や気骨を讃えて受け入れる度量の大きさもあり、王者はかくあるべきという確固たる信念のもとに行動している。貂蝉や王允らの目論見により呂布に殺害された。
従来の器の小さい狡猾な人物のイメージはなく、一種のカリスマ性とも言えるほどの圧倒的な存在感を放っている。これは一部の歴史家の「董卓の悪事は史実以上に誇大化されている」という見解に対して、王欣太の「あまりにも残虐だったため事実が矮小化された」「董卓は伝えられる以上の悪人だったのではないか」という見解を反映させたためである。
外見のモデルはマーロン・ブランド。
李儒（り じゅ）
声：宮林康
董卓の幕僚。何進の檄を受けた董卓に天下を取る好機と進言し、ともに上洛する。
徐栄（じょ えい）
声：郷里大輔
董卓の部下。精兵3万を率いて反董卓連合軍を迎え撃ち、勇猛に敵をなぎ倒して直に相手を確かめる。董卓に袁紹と曹操の評価を求められて、袁紹を「論ずるに及び申さん！」と切り捨てる一方で曹操を「論ずるに術がござらん」と評し、董卓に剣で兜のみを両断され「心の中の曹操は斬れたか」と活を入れられて曹操を討つことを誓う。しかし「強大な敵に立ち向かえる勇者が我が陣営には一人もおらん！」という董卓の発言に呼応しようとした呂布に言葉をかけて止めようとするも、激昂した呂布に頭を握り潰されてあっけなく死亡した。
華雄（か ゆう）
声：島田敏
董卓配下の武将。勇猛な性格で、戦闘に際しては一騎討ちを好む。孫堅とは旧知の間柄だった。董卓の命で、反董卓連合軍に呼応して挙兵した孫堅軍と戦闘する。夏侯惇との一騎討ちに挑むが、片目が見えないことで、普通とは違う攻撃をしかけた夏侯惇の戦術に敗れ、討ち取られた。
李傕（り かく、字・稚然）
声：沢りつお
董卓の部下。董卓の信任ある人物の一人。華雄を破り勢いに乗る孫堅軍の対応策を上申するなど、頭の切れる人物。董卓の死後は涼州兵を率いて長安に来襲し、王允らを殺した。その後は郭汜らとともに劉協を擁立する。

#### 呂布陣営
呂布（りょ ふ、字・奉先）
声：小山力也 / 川津泰彦（三国志大戦） / 三宅健太（三国志大戦（第2期））
ドレッドヘアーが特徴の武人。超人的な武勇を誇る。「龍」になることを目指し、しばしば自らを龍に例える。当初は戦自体を存在目的としているゆえに、それ以外の手段で自らを見出すことができなかった。本能任せの言動が多く、曹操から「純粋戦士」と評されるが、貂蝉や陳宮など自身が認めた相手には人間味を覗かせ、劉備からは「哀しい男」、「大人しく収まるような奴じゃない」と言われた。武器は主に矛と剣を用い、双戟や方天画戟も扱う。自分そっくりな娘がいる。
丁原に仕えていたが、董卓に見出されるとその場で丁原の体を真っ二つに切り裂き寝返り、彼の養子となる。やがて貂蝉に一目惚れして彼女を手に入れるために董卓を殺害する。
その後は中原を彷徨うこととなり、曹操を見限った陳宮を軍師に迎え、曹操打倒に燃える。袁術の天子僭称を皮切りに、劉備を無闇に殺さずに適切な罰を与えることが出来るなど、陳宮に王者の格を感じさせるまでに成長した。下邳城の戦いにおいて自身の一騎当千の武による凄まじい籠城で曹操を迎え撃つも、水攻めを受け大勢が決した最中捕縛された陳宮の姿を見て激昂し一人突撃、捕縛され絞殺された。
愛馬の赤兎馬は董卓から奪ったものをそのまま譲り受け、曹操軍に投降した侯成に矢で射られた後、呂布に首を刎ねられて死んだ。
陳宮（ちん きゅう、字・公台）
声：辻親八 / 戸北宗寛（三国志大戦）
当初は曹操配下であったが徐州侵攻の際に訣別し、呂布の軍師となる。斜視が特徴。当初は、呂布に献策するも力を信条とする彼に疎まれて身体を折り曲げられるなど悲惨な目に遭されていた。正史における人物像とは異なり、袁術と内応して呂布に反乱を起こすことはなく次第に呂布が最も自分に合う主君であると見定め、王者の格を身につけた彼の武勇と生き様に心酔し、信頼関係を築く。下邳城の戦いにて捕縛され、曹操に再び仕えるよう誘われるも曹操に対し晴れ晴れとした顔で感謝とともに申し出を断り、呂布に殉じ処刑された。
テリー伊藤に似ていると指摘されることが多いが、作者は前作『HEAVEN』に同じ顔のキャラクターがいてそこから流用したと言及している（そのキャラのモデルはチャップリン+ジャック・ニコルソン）。
高順（こう じゅん）
声：園部好德
呂布配下の将軍。辮髪をしていて鼻に真一文字に大きな傷跡がある。陳宮から張遼とともに「呂布軍の宝」と称され、互いに信頼し合っていた。下邳城の戦いにて捕縛され、帰順か死かを問う曹操に対し、呂布と陳宮の死に殉ずることを望み、部下への厚遇を遺言に処刑された。
陳珪（ちん けい、字・漢瑜）
声：池田勝
徐州の資産家で、呂布軍の幕僚となる。陳宮とともに袁術との外交などを献策している。下邳城の戦いの際に曹操と内通し、呂布軍が経験した事のない籠城策を呂布に進言する。
陳登（ちん とう、字・元龍)
声：佐藤祐四
陳珪の息子。父や陳宮と共に呂布軍の幕僚を務める。下邳城の戦いで、曹操への内通に際して父と行動をともにするが、呂布の籠城戦が意外に巧みであった事から不安を覚えるようになる。
宋憲（そう けん）、魏続（ぎ ぞく）
声：近藤浩徳（宋憲）、小柳基（魏続）
呂布軍の主力武将。ともに陳宮の指揮下に置かれる事が多かった。下邳城の戦いでは侯成らとともに陳宮を捕縛して曹操軍に投降する。
侯成（こう せい）
呂布配下の将。下邳城の戦いで、宋憲・魏続らとともに呂布を見限り、呂布と赤兎馬に矢を射かける。

#### 張繡陣営
張繡
魏での#張繡の記述を参照。
賈詡
魏での#賈詡の記述を参照。
胡車児（こ しゃじ）
声：大畑伸太郎
賈詡が曹操を討ち取るために暗躍させた闇の武人。強力な毒でもって典韋たち護衛兵を無力化し、自身は典韋を討ち取る事に成功する。典韋に道連れにされるが、最後の力を振り絞って賈詡に典韋殺害を伝えた。
鄒氏（すうし）
声：葉月絵理乃
元張済の室である美女。宛城にて曹操と性交し官能の果てを目指す。宛城を張繡らに包囲された際、脱出の足枷になることを恐れた曹昂により、曹操の目の前で斬られる。

### 袁家勢力

#### 袁紹陣営
袁紹（えん しょう、字・本初）
声：てらそままさき / 服巻浩司（三国志大戦） / 速水奨（英傑大戦）
曹操の幼馴染。政治・戦を含めた全ての行動において「王道」を進むことを信条とし、小細工や奇策を弄することを好まない。従来の価値観や常識にとらわれない曹操とは対照的な性格で、良く言えば常識人、悪く言えば既成概念から脱却できない人物である。動揺や困惑をすることが多い一方でそれを乗り越えて行動できるだけの自信と精神力の持ち主でもあり、多くの家臣や兵士たちは袁紹に心酔し、曹操もからかいながらも実力を高く評価している。ただ、曹操と器を比べられた際には、袁紹のほうに否定的な評価をする人物が圧倒的に多い。
董卓の死後から河北に一大勢力を築き、圧倒的な軍を率いて曹操と対峙。官渡の戦いの途中で勝利を確信し、自身の天下を意識するようになってからは、激太りし、全てを肯定的に受け入れる楽観的思考の塊のような人物に豹変する。その姿を見た曹操は「慢心を極めた醜い姿」と憤慨したが、それが彼の亡き母親と同じ姿であり、袁紹が崇高と考え辿り着いた「天下人」の姿であるということに思い至ってからは「自分の血統を重んじた」と評価を改める。しかし、戦を崇高なものとする彼の戦争観は否定していた。
烏巣兵糧基地が全滅した翌日に一軍を率いて出陣したところへ青州兵と曹操軍の総攻撃を受け、軍は壊滅状態となり、袁譚とともに地下に身を潜めていたところを曹操に見つかり、無言で別れを遂げた。それを最後に登場しなくなるが、数年後に病死したことが語られる。
袁譚（えん たん、字・顕思）
声：加瀬康之
袁紹の長子。父袁紹が冀・并・青・幽の四州をおさめた後に青州を預かる。父からは「蛮勇を足し加える必要がある」、「天下に見事な均衡を与えることができる男」と評されるほど堅実な性格だが、それゆえに父の「王の風格」を信じて疑わない袁尚とは衝突が絶えず、曹操への勝利を確信して緩みきった軍の有様に一人危機感を募らせる。烏巣兵糧基地が全滅した際には打開策として全軍による許都侵攻を涙ながらに訴えるが、窮状すら笑って受け入れるだけの袁紹には聞き入れられなかった。直後に青州兵と曹操軍の総攻撃を受け、袁紹を連れて命からがら逃げ、ともに地下に身を潜めていたところを曹操に見つかり、それを最後に登場しなくなった。
袁煕（えん き、字・顕奕）
袁紹の次子。甄姚の元夫。父からは「武勇を足し加える必要がある」と評される。兄袁譚、弟袁尚が跡目争いをしているなか、どちらにも与せず中立を保つ（やや弟に期待をよせる節も見受けられる）。袁紹の死後は領土であった北方四州を曹操に奪われ、袁尚とともに北方の烏丸族のもとに身を寄せる。官渡大戦頃までは名門の自信と落ち着きを持った人間であったが、この頃には苦労が続いたせいか人が変わったかのように弱気な性格となり、外見もやせ細り頭も禿げあがってしまった。烏丸族の敗北後は北の公孫康の下に逃れるが、裏切られて袁尚とともに斬られた。
袁尚（えん しょう、字・顕甫）
袁紹の三子。考えるより先に行動してしまうタイプのようで思慮に欠けるきらいがあり、父からは「智勇を足し加える必要がある」と評された。父を心より尊敬し目標にしているが、袁譚には「気分で父の真似をしているだけ」と非難され確執が生まれた。袁煕と対照的に、官渡敗戦後も最後の最後まで強気な姿勢を崩さず、袁家の再興のために奮闘したが、その強気も自身と相手の状況をまるで理解していないがゆえであり、公孫康からは「痛快な程に図々しく蒙昧」と失笑されていた。公孫康の下で袁煕とともに斬られた。
麴義（きく ぎ）
声：西嶋陽一
袁紹軍の武将。公孫瓚との戦いで先陣を切るが、公孫瓚軍に加勢した趙雲の単騎駆けによって一刀の下に斬り伏せられ正史における界橋の戦いの活躍は描かれず演義準拠の最期を遂げた。
顔良（がん りょう）
声：天田益男
文醜と並び、袁紹軍の二枚看板。冷静に軍を束ねる能力を持ち合わせた人物。元は侠者で、同じく侠者の過去を持つ関羽を知っており、関羽の昔の呼び名「長生（ちょうせい）」に言及した唯一の人物である。白馬津で関羽に胴体真二つに斬り捨てられる。
文醜（ぶん しゅう）
声：宇垣秀成
顔良と並び、袁紹軍の二枚看板。顔良亡き後、北方の騎馬民族を率いて曹操軍を追撃する。曹操による軍を分断される用兵にも屈せず見事な対応を見せ、将器を荀攸に絶賛される。曹操にあと一歩まで迫ったが届かず戦死。
田豊（でん ほう、字・元皓）
袁紹軍の老軍師。笑顔を人に見せたことがなく、小柄な体格ながら数多くいる袁紹軍軍師のなかでも最古参で一際存在感を放つ。戦を憂うべき凶事としてとらえ官渡大戦における袁紹自身の黄河渡河の際は身を挺して止めようと試みる。
許攸（きょ ゆう、字・子遠）
袁紹軍の軍師。紹介はされていないものの、早いうちから袁紹幕下にいる。本格的な登場は官渡大戦時。袁紹軍のため、曹操軍に対して奇策を用いるべく降伏を装う。しかし旧知の間柄と思っていた曹操には、存在を全く覚えられておらず、奇策の中身も聞かれず、さらに結局一度も戦いに関わることができず、と散々なありさまであった。
沮授（そ じゅ）
声：内田直哉
袁紹軍の軍師。広い額が特徴。物事を冷静に分析でき、袁紹のいう「王道」に一抹の不安を抱いていたが、40万の華やかな進軍にある彼の意志を確認することでその思いを払拭する。
利火羅（りから）
文醜配下の将。異民族らしく片言で喋る。白馬津の戦いでは、張遼率いる別働隊に対して追撃部隊を率いる。
審配（しん ぱい、字・正南）
袁紹軍軍師。紹介はされていないが袁紹幕下の中心的存在。主君の前では落ち着いた物腰で献策するが、他の家臣らなどに対しては傲慢な態度や厳しい態度をとる。
韓荀（かん じゅん）
袁譚配下の武将。曹操軍の兵糧を焼き討ちにする任を帯びる。
劉辟（りゅう へき）
元黄巾賊の武将。袁紹に呼応して曹操と戦う。気持ちのいい性格をした戦上手の老将であり、対陣する曹仁を苦しめる。袁紹によって派遣されてきた劉備軍と同盟するも、当初は劉備をやや軽視していた。その後、劉備の力を認めるが、直後に曹仁に斬られる。
淳于瓊（じゅんう けい、字・仲簡）
袁紹軍の将軍。曹操との決戦では烏巣兵糧基地の防衛指揮官を務める。自軍の防衛に自信を持っていたが曹操の奇策を前に敗北。賈詡らに顔や腕を斬られ馬から落ち、後続する曹操軍の大量の騎兵に切り刻まれて死んだ。
崔桂（さい けい）
袁紹軍の武将。幕舎で眠っていたところを、伝令と偽って陣中に入り込んだ賈詡に襲撃される。賈詡の脅しに加え、許攸の合図もあって甲冑と軍旗を曹操の部隊に引き渡す。
睦元進（ぼく げんしん）
袁紹軍の武将。曹操との決戦では淳于瓊の配下として烏巣兵糧基地を守備する。曹操率いる軽騎隊による思わぬ奇襲を受けるも、そのまま軍を通過されてしまう。慌てて曹操を追撃するも賈詡の策に利用され、淳于瓊が討たれると曹操に降伏するが、許されずに青州兵に殺された。
韓莒子（かん きょし）
袁紹軍の武将。曹操との決戦では烏巣兵糧基地の守備を務めていたが、賈詡による睦元進が降伏したという虚報によって軍は混乱し、曹操の烏巣への進軍を許してしまう。睦元進とともに曹操に投降するも、青州兵に殺された。
呂威璜（りょ いこう）
袁紹軍の武将で、烏巣の伏兵部隊の第三の将。崔桂、睦元進が討ち取られたという偽報に動揺し、曹操の進軍を許してしまう。
劉夫人（りゅうふじん）
袁紹の室。袁紹の死後、甄姚や他の夫人らと共に鄴城にいた。鄴城が曹操軍に攻められた時も毅然とした態度を貫くが、城に一番乗りを果たした曹丕によって処断される。
郭援（かく えん）
高幹とともに反乱を起こしたが、曹操の要請を受けた馬超によって討伐される。馬超は郭援を捕縛し、龐悳に手柄を譲ってこれを斬らせた。

#### 袁術陣営
袁術（えん じゅつ、字・公路）
声：柴田秀勝
群雄の一人。袁紹の異母弟。父孫堅の兵を返還する代わりに孫策から玉璽を譲り受け、皇帝を僭称する。当初は人間の姿をしていたが、登場する度に外見が猿のようにデフォルメされていき、最後にはとうとう尻尾を生やし、猿そのものになる。そのせいで、呂布に同盟をもちかけた際も、皇帝としての運気を使者が龍に例えた際に「あれは龍ではない、猿だ」と龍を奉じる呂布の勘気に触れて使者を殺されている。玉璽を側女の尻に押すなどスケールの小さい愚行を行い、聖戦と称し許都に侵攻するも、荀彧の前に敗北する。それを最後に登場しなくなるが、数年後に病死したことが語られる。
紀霊（き れい）
袁術軍の武将。3万の軍を率いて劉備軍を攻め、下邳城近くまで追い込むが、呂布の仲裁によって退却することとなる。
橋甤（きょう ずい）
声：山口健
袁術の四将軍の一人。顔に大きな傷があるのが特徴。曹操との戦いで四将軍全員で出撃するが、荀彧の策によって軍勢は四散し、最後は許褚によって他の四将軍とともに斬られた。
李豊（り ほう）
袁術の四将軍の一人。他の四将軍とは違って冷静な性格であり、袁術からは「心配将軍」と茶化されている。他の四将軍とともに許褚に斬られた。
楽就（がく しゅう）、梁鋼（りょう こう）
袁術の四将軍。曹操との戦いで橋甤を先頭に許褚に立ち向かうが、他の四将軍とともに斬られる。

### 群雄

#### 親曹操勢力
張邈（ちょう ばく、字・孟卓）
声：広瀬正志
反董卓連合諸侯として登場。諸侯たちの内では冷静に物事を分別しており、曹操を買っていた。その後も曹操に好感を抱いていたが、曹操から寝返ろうとしていた陳宮に利用されて呂布を自軍に引き入れる事になってしまう。後、曹操に敗れ一族ともども処刑された。
鮑信（ほう しん）
兗州済北国相。張邈とともに青州黄巾党に対抗するため、曹操を兗州の牧に迎える。曹操という人物が理解できず、彼の行動に疑問を呈しつつも、英雄と認め「わからぬままに信じ」彼に従う。黄巾党との戦いで于禁に乱世の勇将となることを託し、戦死。

#### 劉表勢力
劉表（りゅう ひょう、字・景升）
荊州の牧。表の顔は子供のような目鼻立ちの仁君で、学者を始め戦乱を逃れた民を積極的に受け入れ、曹操から逃れてきた劉備を数年に渡って客分として厚遇してきた。だが裏の顔は権謀術数を駆使して天下を狙う野心家でもあり、集めた学者や劉備たちも曹操に対抗するための手駒にしようとしていた。しかしその実、本気で曹操と覇権を争うつもりはなく、自身の知を学問として後世に残すことが真の目的であった。その考えを諸葛亮に見抜かれ、しまいには到底不可能であると宣告され、ショックのあまり倒れてしまう。その際に劉備に荊州を託す言葉を遺し、しばらくして病死。
劉琦（りゅう き）
劉表の長子。病弱な気質であったために嫡男としては扱われず、自らも家督争いを避けて地方で暮らしていた。劉表死後、劉琮らが曹操に降伏して劉備が荊州を追われると、諸葛亮と図って、逃亡する劉備を迎え入れる。
劉琮（りゅう そう）
劉表の嫡子で劉琦の弟。劉表の死後、群臣らの意見により曹操に降伏する。
蒯越（かい えつ、字・異度）
劉表配下の将。劉表が主君であると認める一方で、曹操を激讃して憚らず、諸葛亮にも物怖じしない。劉表の瀕死に際し、荊州牧の引き継ぎを劉備に嘆願するも断られてしまった。劉表の死後、劉琮の下で曹操に降伏することとなったが、降伏そのものには賛成であるものの、劉備と審議せず降伏の決議を行ったことや、傅巽らの降伏というものに対する考えの見誤りには激怒した。その後、劉備に単身降伏の由を伝え、曹操から逃げ切るヒントを与えた。
傅巽（ふ そん、字・公悌）
劉表の家臣。劉備のことを曹操に降伏する際の障害としか見ておらず、劉備の首を降伏の手土産にしようという意見にも乗ろうとした。

#### 涼州軍閥
馬騰（ば とう、字・寿成）
馬超の父。涼州軍閥の一人。曹操の命令により、軍の指揮権を馬超に譲って朝廷に出仕する。偉丈夫だが中原に来て顔が少し和らいだ。涼州を離れる際には、馬超から反乱を起こす心算を聞いて、一族を顧みないよう決意をうながした。馬超・韓遂が涼州の乱で曹操に大敗した後、曹操より伝え聞く馬超の奮闘に感涙しつつ、中原にいた一族ともども処刑された。
韓遂（かん すい、字・文約）
涼州最大の軍閥の長。老齢ながら若い女性を常に傍に侍らせ、生卵をひと飲みにし、楽曲にあわせて歌い踊るなど、精力的な人物として描かれる。若いころは洛陽で遊び人をしており、その時に北部尉だった曹操と知り合っている。「小さき者が生き残るには強者に抗い続けるべし」という信念の下、抗戦と和睦を巧みに使い分け、30年以上の長きにわたって西涼の叛乱を陰で支えるフィクサー的な存在。馬超の乱の趨勢を読み、曹操と会見を行うも交渉決裂してしまう。その後の戦いで大敗し、逃亡先にて死去。
成公英（せいこう えい）
韓遂の参謀。美青年。韓遂を慕っていて、彼には忠よりも孝に近き心で仕えていた。韓遂亡き後、張既の仲介もあり自らの意思で曹操軍に投降。龐悳とともに、曹操軍において涼州の武の花を咲かせることを誓う。
成宜（せい ぎ）
涼州軍閥の一人。梁興・楊秋・李堪らと共に馬超の乱に与する。一個人の武にこだわる武人として、曹操軍先鋒の曹仁に一騎討ちを挑むも彼の策に陥り、戦死した。
梁興（りょう こう）
涼州軍閥の一人。他の軍閥勢力とともに馬超の乱に加担する。後に韓遂の指揮下に入っている。
楊秋（よう しゅう）
涼州軍閥の一人。他の軍閥勢力とともに馬超の乱に加担するが、夏侯淵の攻勢を前に降伏する。
李堪（り かん）
涼州軍閥の一人。他の軍閥勢力とともに馬超の乱に加担するが、張郃に討ち取られる。
馬玩（ば がん）
涼州軍閥の一人。涼州の乱に登場。馬超と仲が良い。好漢だが直情的な性格でやや思慮にかける。賈詡の墨黒裂心の策略にはまり、韓遂の曹操への内通を疑ってしまった。自らの馬を馬超に託し、身代りとなって奮戦、討死した。

#### 劉璋勢力
劉璋（りゅう しょう、字・季玉）
劉備入蜀前の成都を治める。丸々とした体つきに長い睫毛、分厚い唇と福々しい風貌を持つ。法正らには曹操に抗しきれないと見なされ、諸葛亮からは「暗愚」と切り捨てられるが、実際は父劉焉の代から堅実に領国を守ってきた仁君である。劉備の侵攻を受け籠城戦で徹底抗戦を貫こうとするも、次々と家臣たちが去る中で自分が中央の争いを避け暖衣飽食を貪っていただけなのではないかと苦悩する。しかし降伏勧告の使者として現れた簡雍の温かい言葉に救われ、降伏を受諾した。
張松（ちょう しょう、字・子喬）
劉璋の文官。益州を得ようとする劉備に内通していたが、露見したために処刑される。
高沛（こう はい）、楊懐（よう かい）
劉璋の武将。益州入りした劉備を監視していたが、益州乗っ取りを決断した劉備によって殺害される。
鄭度（てい たく）
劉璋の文官。成都が劉備軍に包囲された際、城内の備蓄量を劉璋に報告した。
張任（ちょう じん）
劉璋の武将。大きな鼻が特徴。かつては「鷲鼻の張任」と呼ばれる侠であり、劉備もその名前を知っていた。劉備が益州に侵攻すると雒城を守備するが、敗れて捕えられる。帰順を勧められるも蜀への忠誠を貫き、処刑された。
許靖（きょ せい、字・文休）
劉備が成都城を包囲すると、劉璋を見捨て成都城を脱出しようとしたが発覚し捕らえられた。劉璋はその行為にひどく衝撃を受ける。

#### その他の群雄勢力
公孫瓚（こうそん さん、字・伯珪）
声：喜多川拓郎
群雄の一人。劉備とは学友であり、反董卓連合に参加した頃からたびたび世話を焼いている。何層もの城壁に囲まれた易京城にひたすら籠もり続けることで乱世の趨勢を静かに見つめ天の時を待ってから天下を狙おうとしていたが、袁尚率いる袁紹軍に城壁を土木工作で全て崩されてあっけなく落城させられ、袁尚からその消極策を嘲笑される。それでも妻妾すべてとその幼子を自らの手で殺した上で袁尚を道連れに自害しようとするも、後を託すつもりでいた長子・公孫続の首を見せられたことで、絶望の中滅ぼされる。
陶謙（とう けん、字・恭祖）
声：亀井三郎
反董卓連合諸侯として登場。後に曹嵩らが自領内で賊徒に殺害されてしまうと、その責任をめぐって曹操と対立、群雄たちを頼る事になるが、援軍に駆けつけたのは飢民率いる劉備のみであった。曹操にも毅然と対応していたが、劉備の計り知れない器に怖じけさせられる。間もなく劉備に徐州を譲ると言い残して病没した。
橋瑁（きょう ぼう、字・元偉）
反董卓連合諸侯の一人。橋玄と縁があり、檄文を発した曹操の事を知っている様子。
孔伷（こう ちゅう、字・公緒）
声：長嶝高士
反董卓連合諸侯の一人。戦線での士気は低く、袁紹に諂っている様子が描かれている。
陸康（りく こう、字・季寧）
廬江郡太守。袁術の命を受けた孫策によって攻め滅ぼされる。その身柄は孫権と虎の仁に見つかり、捕えられた。
劉繇（りゅう よう、字・正礼）
太史慈の主。孫策の攻勢を前に揚州曲阿城の民と兵を捨て一人で逃げ去る。しかし孫権に見つかり、虎の仁に服を喰い破られ、ほぼ全裸で戯れに追いかけまわされた。
公孫康（こうそん こう）
幽州遼東で勢力を持つ群雄。曹操に連敗して落ち伸びてきた袁煕・袁尚の兄弟を受け入れる。しかし曹操の追討軍の進軍が停止するやすぐに袁尚らを見限り、二人を殺して曹操に帰順した。
雷緒（らい しょ）
揚州廬江に勢力を持っていた地方群雄。浣城に入って曹操軍に抵抗するが、夏侯淵に敗れその剛弓で手足を戸板に射抜かれるかたちで拘束される。夏侯淵との問答の末、劉備に送りつけられる。許褚の人物評では「鈍牛」。

#### 異民族
あおいきば
北方の「モンゴル」部族出身の若者。官渡大戦期に関羽が中華の政道を語り合うために集めた人々の一人。曹操と関羽の言葉を深い感銘を受け自身を開化。故郷にその魂を広めることを宣言し、その姿に関羽は涙した。関羽の樊城攻めの際にも陽動軍として登場。
蹋頓（とうとつ）
烏丸族の酋長。烏を思わせる怪奇な容貌をしており、戦においても異能をみせる。袁煕いわく「人間じゃない」。袁煕・袁尚ら袁軍の残党を迎え入れ、北方騎馬民族の力により漢民族を超えようとする。郭嘉・張遼率いる曹操軍に敗れ捕縛、曹操の前で自身の考える「天下」を語るが、それが曹操の勘気に触れ曹操自らの手で処刑された。
強端（きょうたん）
氐族の酋長。張既に説得され、曹操軍に協力する。法正の夢の中にその名が見える。馬超に討たれる。

### 後漢朝

#### 皇帝一族
劉宏（りゅう こう、霊帝）
声：佐々木望
後漢朝の皇帝。無邪気で幼稚な人物で、悪人ではないが統治能力はほぼ皆無。暗君として張譲の傀儡となっている。病床にて後継に劉協を指名するも、何皇后から妨害され、そのまま死去。
劉弁（りゅう べん、少帝）
声：洞内愛
霊帝の子で、劉協の異母兄。父の死後、外戚の何進によって幼くして擁立されるが、暗愚な父より更に劣る器量・才覚の欠如から有力者に見放される。董卓の上洛とともに廃位させられ、後に殺害された。
劉協（りゅう きょう、字・伯和、献帝）
声：宮下栄治（幼少期：矢口アサミ）
霊帝の子として生まれる。幼少ながらその器量と才覚をすぐに見出した董卓により皇帝として擁立され、のちに曹操により推戴される。漢朝の行く末を憂う聡明な人物。国政を掌握する曹操の力を恐れる一方、その優れた才覚には好意を抱いており、自ら帝位を禅譲しようとしたことすらあった。曹操も、たびたび密勅により自らを除こうとする献帝を廃さず、自らが帝位につく意思のないことを伝える。曹操の娘の曹節を皇后として娶らされたが、曹操の話を睦まじく楽しむ関係となる。
亶公（ぜんこう）
声：牛山茂
先帝桓帝（劉志）の弟。珍しいものを好む性癖を蹇碩の曹操排斥の策謀に利用されるが、曹操の機転によって真実を知り、蹇碩に対して怒りを覚えて曹操に与するようになる。自らが主催する宴を曹操の十常侍弾劾の場として供し、その後は登場しない。

#### 宦官勢力
張譲（ちょう じょう）
声：有本欽隆
十常侍の親玉。皇帝をたぶらかして権力を握っている。男性器を排除した宦官だが性欲絶倫で、女性を陵辱する趣味がある。水晶に目をつけ茶屋の主人から彼女を買い、玩具として他の女性とともにその肢体を弄んだ。曹操が奪還しに来た際に、彼女に顔を刀で斬られ傷を負う。その後も十常侍として権力を盾に何進を暗殺するが、袁紹の襲撃に遭う。帝を確保し董卓を招き入れる事によって再起を図るが、董卓の悪党としての度量を読み違え、刑死を宣告される。
蹇碩（けん せき）
声：真殿光昭
十常侍の一人で苦労しながら今の地位を築いてきた。何度か曹操を排斥しようとしたが悉く失敗。のちに霊帝が崩御したことを利用し、権力を伸ばしていた何進を亡き者にしようと画策するが、あっさり罠が見破られる。これらの度重なる失敗からとうとう張譲に見限られ「謀反の首謀者」として捕らえられ、首を斬られた。
蹇朔（けん さく）
声：藤本譲
皇帝の側近くに仕える大官で、十常侍・蹇碩の叔父にあたる。甥の威光を笠に着ていたが、曹操が洛陽北門に発した禁令を犯したために五彩棒22打擲の刑となり、一打目で悶死してしまった。
趙忠（ちょう ちゅう）
声：園部啓一
十常侍の一人で、張譲に継ぐ実力者。蹇碩と謀って曹操を陥れようとする。計画が失敗した後も張譲の元で暗躍する。

#### 外戚勢力
何太后（かたいごう）
声：渡辺美佐
霊帝劉宏の皇后で、何進の妹。劉協を世継ぎにと望む劉宏に迫って、その死後は実子である劉弁を皇帝に就ける。後に政敵だった宦官と結んだり、董卓に庇護を求めたりと狡猾に生き残りを図るが、董卓との性交の最中に彼に首を折られ殺害される。
何進（か しん、字・遂高）
声：宝亀克寿
大将軍。家柄は低いが、妹を霊帝劉宏の皇后として中央に進出する。黄巾の乱に際してはその討伐を命ぜられる。後に宦官勢力と激しく対立し、各地から群雄を呼び寄せるが、先手を討たれて殺害される。
董太后（とうたいごう、永楽太皇太后）
霊帝劉宏の生母。何進と宦官たちの対立には劉協を推し、堂々と何氏の専横を言い連ねる。後に何者かに毒殺された。
董承（とう しょう）
声：塩屋浩三
曹操の天下簒奪を恐れ、王子服らとともに劉備を使い曹操の暗殺を計画するも失敗する。計画はことごとく発覚し処刑された。
伏寿（ふく じゅ）
声：さとう美穂
献帝劉協の皇后。流浪時代の劉協と苦楽をともにした。後に董承らの曹操暗殺計画に関わったことが発覚し連座させられた。
伏徳（ふく とく）
声：花輪英司
劉協の側近にして伏皇后の兄。長安を脱して流浪する劉協を支える。

#### 廷臣
橋玄（きょう げん、字・公祖）
声：平野正人
洛陽の裁判官。その公私混同を一切許さぬ厳格さから「洛陽の鬼神」と恐れられている。張譲によって罪に問われる事になった曹操を詰問するが、逆にその志で圧倒してくる曹操に関心を抱き、不問とした。
阿政（あ せい）
声：鈴木勝美
洛陽の宮中警備隊長。昇進をちらつかされて蹇碩の曹操排斥計画に協力し、北門で亶公を処罰した曹操を詰問するが逆にやり込められる。
陳蕃（ちん ばん、字・仲挙）
十常侍の専権を皇帝に訴え出ようとしたところ、十常侍の偽の勅令にしたがった張奐に殺されてしまった。しかし首を落とされてもなお十常侍への断罪を訴える気骨を見せた。その上奏文は張奐を経て曹操の元に渡る事となる。
皇甫嵩（こうほ すう、字・義真）
声：西村知道
黄巾党討伐の際に潁川で指揮を取っていた将軍。乱世となって下級の武官が幅を利かせるのを複雑に思っているが、融通の利く所もある。
厳忠（げん ちゅう）
声：稲葉実
黄巾の乱での皇甫嵩の副将。曹操・孫堅を率いて昆陽の食料砦を攻めるも、苦戦してしまう。曹操軍と孫堅軍の活躍によって食料砦が陥落した後、兵糧を奪取すべく砦内に侵入したが、黄巾党の援軍を恐れた曹操によって砦は焼き払われてしまった。
丁原（てい げん、字・建陽）
声：仲木隆司
何進によって要職に取り立てられる。董卓が権力を握ると、愚帝（劉弁）擁立の咎で斬罪を宣告される。直後、養子の呂布を使って董卓に対抗しようとするも、寝返った呂布によって胴体真っ二つにされ殺された。
伍孚（ご ふ、字・徳瑜）
声：ヤスヒロ
何進の元で劉弁擁立に貢献した文官。董卓が政権を握ると、丁原とともに死刑を宣告された。
蔡邕（さい よう、字・伯喈）
声：龍田直樹
文人。董卓の悪逆非道を史書に書き連ねたことで群臣から董卓に訴えられるが、逆にその才能を董卓に認められ、自身も董卓の思想に真髄を知る。董卓の死後は王允によって投獄され、なおも董卓がいかなる人物かを史書に記そうとしたために、王允に処刑された。蔡文姫の父。
王允（おう いん、字・子師）
声：大林隆介
司徒。十常侍の専横を訴えるなど気骨ある人物。西涼の董卓と結んで中央に進出しようとする董卓の後ろ盾となる。しかし董卓の暴政が苛烈を増して行くと自らの名が負の歴史として書かれる事を恐れ、董卓の排除を図る。呂布により董卓が討たれた後は、後世に残る名に囚われ気骨を完全に見失う。董卓の残党を引き入れて呂布を討とうとするが、逆に李傕に首を刎ねられ殺害される。
貂蝉（ちょうせん）
声：朴璐美
王允の養女。元々は陰気な性格の醜女。董卓から父・王允を救うべく、自ら瞼を切って整形し美女となって董卓に接近、一度はその殺害に失敗するも気概を認められ、彼の妃として後宮に迎えられる。そして董卓の器が絶対的な王者のものであることを知るが、自分を抱いた呂布に魅せられ、共に董卓を討つ。しかし、呂布の暗殺に来た董卓の残党に殺されてしまった。呂布は彼女の死に涙していた。
三国志演義の創作上の人物であるが、作者の意向で「三国時代の女性の代弁者」という役割で登場する。
士孫瑞（しそん ずい、字・君栄）
声：小原雅人
王允の部下。王允に董卓誅殺を相談される。計画は成功するが、後世に残る名にとらわれるようになった王允に半ば失望する。その後、李傕に密告するがそのまま李傕によって殺された。
王子服（おう しふく）
董承らとともに劉備を使い、曹操の誅殺を目論む。釣り人に変装して劉備に接触した。計画は失敗し、荀攸指揮による激しい拷問を受けた末に、計画の背後に献帝が糸を引いていることを白状してしまわないように自ら舌を噛み切り死ぬ。
呉子蘭（ご しらん）、种輯（ちゅう しゅう）
董承らとともに劉備を使い、曹操の誅殺を目論むも失敗し、処刑される。
孔融（こう ゆう、字・文挙）
孔子20世の子孫。建安七子の一人。詩歌の腕前は聞くだけで周囲の人々が涙するほど。儒こそが漢朝を支えるべきものと儒教一尊に凝り固まり、曹操・曹植・陳琳らのいう「新しい言葉の世界」を危険なものととらえる。生来の尊大で気短な性格を器用に包みこみ、他人の意を曲解し自身の言葉で語るなど、儒の負の面を表していた。丞相不遜罪により処刑され、曹操の後の儒者との戦いともいえる行動のきっかけになった。
吉邈（きつ ばく、字・文然）
吉本のクーデターに加担し、曹操の天下簒奪を糾弾するも戦死。

#### 地方官
左嶺（さ れい）
声：梅津秀行
曹操が県令として赴任した冀州頓丘の副県令。合理的な県政を主張する一面もあるが、一方で徴税のごまかしなどで私腹を肥やしていた。曹操に賄賂を贈ってその権限を保とうとするが、間もなく曹操に断罪され、仲間の奇華（き か）・馬喚（ば かん）とともに処刑された。
王肱（おう こう）
声：清川元夢
東郡太守。威厳はあるが至って小人物。黒山賊による農民反乱を鎮圧するために曹操に援軍を求める。

### 道教勢力

#### 太平道
張角（ちょう かく）
声：関俊彦
太平道の首領。本作では本物の仙術家として描かれており、病気治癒や未来予知などの超能力がある。もともと天下に野心は無かったが、曹操が広めた「蒼天已死」という言葉を天下の声と考え、漢王朝打倒を決意する。「劉備は後に天子となり、関羽は後の世に神となる」と関羽に予言する。弟子達を率いて黄巾の乱をおこすが、やがて病に倒れ大量の血を吐き、これからおとずれるであろう3匹の龍が覇を争う大乱世を予感しながら死んでいった。
張宝（ちょう ほう）
張角の次弟。弟の張梁とともに太平道の中核を組織し、黄巾の乱を起こすと地公将軍と称した。
張梁（ちょう りょう）
声：目黒光祐
張角の末弟。漢王朝の衰えを予見し、兄たちとともに黄巾の乱を指導する。人公将軍と称して最大の激戦地・昆陽を指揮する。
羅厳（ら ごん）
声：土師孝也
太平道の幹部。侠の出身で、関羽はかつて彼に世話を受けた。元は義侠の力で天下の安寧を目指していた。
馬元義（ば げんぎ）
太平道の幹部。洛陽で工作を行うが、反乱に反対する味方の密告によって捕らえられ、部下ともども腰斬の酷刑にされてしまう。
波才（は さい）
太平道の幹部。侠の出身。会見を申し入れた劉備を味方に引き込もうするが、油断した所で劉備に首を刎ねられた。
張曼成（ちょう まんせい）
声：秋元羊介
太平道の最重要拠点である昆陽の食料庫を守る将。侠の出身で武芸に優れている。食料庫を攻める官軍を相手に善戦し、張奐を一騎討ちの末に破るが、夏侯惇との連戦によって討ち取られた。
青州黄巾党の梁師たち
声：納谷六朗
130万人を数える青州黄巾党を束ねる10人の長老たち。中黄太乙を引き継ぐと言う曹操に対し、教義を奪わないことを条件に曹操を新たな指導者として認める。その直後に全員自害して昇天（アニメでは生存）。

#### 五斗米道
張魯（ちょう ろ、字・公祺）
五斗米道の教祖。漢中において、宗教という規則のもとに、人民すべてが平等に住まう小さな国造りを行う。曹操に降伏後、五斗米道を漢の国教とすることを進言するも、30余年漢中を統治した才覚のみを評価され、五斗米道の解体命令を下されてしまう。「国が滅びても民が求める限り信仰は生き続ける」という曹操の言葉から、この世に永遠に留まれるものはないことを悟り、一瞬にして老けこむ。その翌年死去。

### その他
トン
漢字だと獣偏に貪。孔子の教えに出てくる想像上の怪物で、ありとあらゆる物を食らい尽くし最後には自らをも食らってしまうという。作中では欲望の象徴としてたびたび登場する。
李烈（り れつ）
声：三宅健太
少年時代の夏侯惇たちと抗争していた爆裂団（ばくれつだん）の首領。「上将」を名乗って仲間を増やし、始皇帝を崇め、現世の改造を目論んでいる。夏侯惇たちに賞金をかけるなどしていたが、曹操との舌戦に敗れ、許褚によって粉砕された。なお部下たちは夏侯惇の部下となり、黄巾の乱では曹操隊の一角を担っている。
水晶（すいしょう）
声：桑島法子
西域出身の胡人。褐色肌の美少女であり、茶屋の使用人。西方の故事を始めとした知識にあふれている。少年時代の曹操に湖に連れだされ、彼と戯れた。曹操と恋に落ち、将来を約束するようになる。しかし、茶屋の主人に売られて時の権力者張譲に召抱えられる。使用人として雇われたと思っていた彼女は、張譲に蹂躙される。曹操は激怒し彼女を救出しようとしたが、衛兵により殺害された。その後、張譲の手によって、水晶の全裸の遺体が曹操の家に吊るされ辱められた。最終回にも登場。
呂伯奢（りょ はくしゃ）
洛陽であらゆるものを取り扱っている商人。董卓から逃れていた曹操に目をつけてその洛陽脱出を助けた。曹操に自らの利を説いて自らを売り込むが、部下の毛弘（もう こう）らの暴発によってその統率力のなさを露呈してしまう。しかし曹操の評価は高く、以後は自らを死んだ事にして影で曹操の徴兵に協力する。
許貢（きょ こう）の子
許貢の家臣の呉沌（ご とん）、于吉の弟子、劉表の刺客十二人と共に父の仇を討つべく孫策を森で待ち伏せする。刺客と呉沌を討たれた後も震えながら孫策に剣を向けるが、私怨に囚われるなと孫策に一喝され、命は助けられる。
于吉（う きつ）の弟子
空きっ歯でひび割れた顔を持つ道士。許貢の子と共に命は助けられたが、立ち去る孫策へ師の怨霊を矢傷からねじ込むと宣言する。
姜襲（きょう しゅう）
漢寿亭侯としての関羽の招聘に応じて許都に集まった侠客の一人。関羽のことを若い頃から知っている。
譙の長老
龍のごとき角や髭が生えている赤色の亀。物語の後半、曹操が故郷の譙を訪れて以来、傍観者として度々曹操の元に現れる。読心術を使える模様。譙の長老たる亀として地元の人々に知られており、曹操は幼い頃この亀を転がして遊んでいた。
華佗（か だ、字・元化）
「神医」と称される医師。人類史上初めて全身麻酔手術を行なったとされる。作中では「儒」を象徴する人物として曹操と対比される。曹操に国の病を治すよう命じられ同調するが、華佗の才を重んじる曹操と、あくまで儒を絶対視し国の要とする華佗は相容れなかった。また、医学においても、あくまでも自らの超人的な技能を自らの秘儀として保持する華陀に対し、曹操は仮説とその検証に基づき万人に開かれた（後の西洋医学に通じる）医書としての張仲景の傷寒論を突きつけるが、華陀は「こんなものは医とはいえない」と否定する。自らの医をその外に出そうとしない華陀に対し、曹操は死を与えることとなる。
石徳林（せき とくりん）
涼州の隠者。子供たちから「寒貧（カンピン）」とよばれ、石を投げつけられていた。張既が人材として10年かけて口説いているが、口もきかない。しかし、それは老子が唱えた「3つの宝」を手に入れるためであり、自分が生きる力に一点の疑問も抱いていない。曹操はその容姿に荀彧を重ねつつ、互いの生き方を貫くことを誓い合った。
祭静（さい せい）
洛陽の工人。洛陽復興、嘉徳殿の再建で龍の彫像を造っていた所を曹操に見止められる。関羽の死後、曹操の命を受けて関羽の木像を作成する。

## 書誌情報

### 単行本
- 李學仁（原作） / 王欣太（作画） 『蒼天航路』 講談社〈モーニングKC〉、全36巻
  1. 1995年10月19日発売[25]、ISBN 4-06-328434-4
  2. 1995年10月19日発売[26]、ISBN 4-06-328435-2
  3. 1996年1月20日発売[27]、ISBN 4-06-328447-6
  4. 1996年4月20日発売[28]、ISBN 4-06-328461-1
  5. 1996年9月18日発売[29]、ISBN 4-06-328482-4
  6. 1997年1月21日発売[30]、ISBN 4-06-328495-6
  7. 1997年4月21日発売[31]、ISBN 4-06-328510-3
  8. 1997年6月20日発売[32]、ISBN 4-06-328518-9
  9. 1997年8月20日発売[33]、ISBN 4-06-328534-0
  10. 1997年11月19日発売[34]、ISBN 4-06-328548-0
  11. 1998年1月21日発売[35]、ISBN 4-06-328555-3
  12. 1998年4月21日発売[36]、ISBN 4-06-328570-7
  13. 1998年7月21日発売[37]、ISBN 4-06-328586-3
  14. 1998年10月20日発売[38]、ISBN 4-06-328602-9
  15. 1999年1月20日発売[39]、ISBN 4-06-328613-4
  16. 1999年5月19日発売[40]、ISBN 4-06-328629-0
  17. 1999年9月20日発売[41]、ISBN 4-06-328646-0
  18. 1999年12月14日発売[42]、ISBN 4-06-328664-9
  19. 2000年3月21日発売[43]、ISBN 4-06-328679-7
  20. 2000年6月20日発売[44]、ISBN 4-06-328695-9
  21. 2000年12月20日発売[45]、ISBN 4-06-328716-5
  22. 2001年4月20日発売[46]、ISBN 4-06-328745-9
  23. 2001年9月19日発売[47]、ISBN 4-06-328766-1
  24. 2001年12月21日発売[48]、ISBN 4-06-328794-7
  25. 2002年6月19日発売[49]、ISBN 4-06-328822-6
  26. 2002年10月21日発売[50]、ISBN 4-06-328846-3
  27. 2003年3月18日発売[51]、ISBN 4-06-328878-1
  28. 2003年7月17日発売[52]、ISBN 4-06-328894-3
  29. 2003年10月23日発売[53]、ISBN 4-06-328908-7
  30. 2004年2月23日発売[54]、ISBN 4-06-328930-3
  31. 2004年5月21日発売[55]、ISBN 4-06-328955-9
  32. 2004年8月23日発売[56]、ISBN 4-06-328978-8
  33. 2005年2月23日発売[57]、ISBN 4-06-372414-X
  34. 2005年7月22日発売[58]、ISBN 4-06-372456-5
  35. 2006年1月23日発売[59]、ISBN 4-06-372481-6
  36. 2006年1月23日発売[60]、ISBN 4-06-372494-8

### 文庫版
- 李學仁（原作） / 王欣太（作画） 『蒼天航路』 講談社〈講談社漫画文庫〉、全18巻
  1. 2000年12月12日発売[61]、ISBN 4-06-260872-3
  2. 2000年12月12日発売[62]、ISBN 4-06-260873-1
  3. 2001年1月12日発売[63]、ISBN 4-06-260890-1
  4. 2001年1月12日発売[64]、ISBN 4-06-260891-X
  5. 2001年2月9日発売[65]、ISBN 4-06-260921-5
  6. 2001年2月9日発売[66]、ISBN 4-06-260922-3
  7. 2001年3月9日発売[67]、ISBN 4-06-260940-1
  8. 2001年3月9日発売[68]、ISBN 4-06-260941-X
  9. 2001年4月12日発売[69]、ISBN 4-06-260961-4
  10. 2001年4月12日発売[70]、ISBN 4-06-260962-2
  11. 2004年10月8日発売[71]、ISBN 4-06-360798-4
  12. 2004年11月12日発売[72]、ISBN 4-06-360829-8
  13. 2004年12月10日発売[73]、ISBN 4-06-360860-3
  14. 2005年1月12日発売[74]、ISBN 4-06-360871-9
  15. 2005年2月10日発売[75]、ISBN 4-06-360892-1
  16. 2005年3月11日発売[76]、ISBN 4-06-360911-1
  17. 2006年11月10日発売[77]、ISBN 4-06-370368-1
  18. 2006年12月12日発売[78]、ISBN 4-06-370385-1

### 極厚 蒼天航路
- 李學仁（原作） / 王欣太（作画） 『極厚 蒼天航路』 講談社〈KCデラックス〉、全12巻
  1. 2009年5月22日発売[79]、ISBN 978-4-06-375754-5
  2. 2009年5月22日発売[80]、ISBN 978-4-06-375755-2
  3. 2009年6月23日発売[81]、ISBN 978-4-06-375756-9
  4. 2009年6月23日発売[82]、ISBN 978-4-06-375757-6
  5. 2009年7月23日発売[83]、ISBN 978-4-06-375758-3
  6. 2009年7月23日発売[84]、ISBN 978-4-06-375759-0
  7. 2009年8月21日発売[85]、ISBN 978-4-06-375760-6
  8. 2009年8月21日発売[86]、ISBN 978-4-06-375761-3
  9. 2009年9月23日発売[87]、ISBN 978-4-06-375762-0
  10. 2009年9月23日発売[88]、ISBN 978-4-06-375763-7
  11. 2009年10月23日発売[89]、ISBN 978-4-06-375764-4
  12. 2009年10月23日発売[90]、ISBN 978-4-06-375765-1

### 画伝 蒼天航路
オールカラーの画集に、作中の名台詞や描き下ろし・新着色した原稿も収録。豪華限定版と通常版があるがいずれも絶版。
- 李學仁（原作） / 王欣太（作画） 『画伝 蒼天航路』 講談社、2006年11月29日発売[91]、ISBN 4-06-364670-X
  - 「豪華限定版」2006年11月29日発売[92]、ISBN 4-06-364671-8

### 蒼天航路 CHRONICLE EDITION
全10巻。B5サイズで雑誌掲載時の体裁をそのまま再現。絶版。

### 小説 蒼天航路 三國志外伝 曹操をめぐる五つのミステリー
藤水名子によるスピンオフ小説。曹操の生涯において五つの時期に起きた各一事件と、曹操が対峙していくミステリー小説。表紙は王欣太描き下ろし。
- 李學仁（原案） / 王欣太（作画） / 藤水名子（著） 『蒼天航路 三國志外伝 曹操をめぐる五つのミステリー』2010年9月19日発売[93]、ISBN 978-4-06-364840-9

## テレビアニメ
2009年4月7日から9月29日まで、日本テレビにて放送された。全26話。
毎回、次回予告終了後、ミスマガジンによる『蒼天少女』というミニコーナーが差し込まれる。ミスヤングマガジン2008の中川美樹とミス週刊少年マガジン2008の佐藤さくらの2名や、ミスマガジン2009グランプリ候補者たち、ミスマガジン2009の選考の終わった物語終盤ではミスマガジン2009グランプリ小林さり、審査員特別賞高木古都、読者特別賞佐武宇綺の3人による出演で締めくくられた。
第4話では、同じく三国志を舞台とした実写映画『レッドクリフ』のジョン・ウー監督が声優として出演した。なお、これはテレビ放送限定のためDVD版には収録されない。
アニメ化にともないKOEIの三国志ゲーム『三國志Online』『真・三國無双Online』『真・三國無双5 Empires』とのコラボレーション企画が行われた。
登場人物の名前を呼ぶ際、原作で字（「孟徳」「益徳」など）だった部分の多くが姓名（「曹操」「張飛」など）に置き換えられている。
性行為や流血などの過激な場面やセリフが原作に比べて変更、緩和されている。
原作では呂布が会話で吃ることが目立っていたが、アニメ版では吃りが削除され、戦闘で咆哮や唸り声を発する描写が多い。
第5話終盤で、劉備が関羽と張飛を仲間に加えた際に、桃園の誓いの場面が挿入されている。

### スタッフ
- 総監督 - 芦田豊雄[7]
- 監督 - 冨永恒雄[7]
- シリーズ構成 - 高屋敷英夫[7]
- キャラクターデザイン - チームいんどり小屋（加野晃、林祐一郎、Cindy H Yamauchi、吉田大輔、梅原隆弘、まつしたあきこ）
- 総作画監督 - 加野晃、吉田大輔[7]
- 美術監督 - 緒続学[7]
- 色彩設計 - 今川かずゆき
- 撮影監督 - 高橋宏司
- 3Dディレクター - 相馬洋
- 編集 - 吉武将人
- 音響監督 - 本田保則
- 音楽 - 村井秀清[7]
- 音楽プロデューサー - 岡田こずえ、千石一成
- プロデューサー - 中谷敏夫、田村学
- アニメーションプロデューサー - 諸澤昌男、隈部昌二、小林弘靖
- アニメーション制作 - マッドハウス[7]
- 製作著作 - 日本テレビ、D.N.ドリームパートナーズ、バップ
- ナレーション - 中尾隆聖

### 主題歌
オープニングテーマ「909」
歌 - TRIBAL CHAIR
エンディングテーマ「ピンホール」
歌 - OGRE YOU ASSHOLE

### 各話リスト
| 話数 | サブタイトル | 脚本             | 絵コンテ   | 演出       | 作画監督                                                | 放送日        |
| ---- | ------------ | ---------------- | ---------- | ---------- | ------------------------------------------------------- | ------------- |
| 1    | 少年 曹操    | 高屋敷英夫       | 芦田豊雄   | 中川聡     | 牛島勇二 choi kyung seok 高鉾誠                         | 2009年 4月7日 |
| 2    | アモーレ     | 高屋敷英夫       | 冨永恒雄   | 内田佑司   | 井上善勝、酒井政子                                      | 4月14日       |
| 3    | 北門の鬼     | 博多正寿         | 金沢勝眞   | 大庭秀昭   | Kim Dong Jun Jang Kil Yong                              | 4月21日       |
| 4    | 炎の宴       | 博多正寿         | 中川聡     | 大野和寿   | 福世孝明                                                | 4月28日       |
| 5    | 天下の器     | 山田隆司         | 吉川博明   | 中村近世   | 青木真理子                                              | 5月5日        |
| 6    | 蒼天已死     | 山田隆司         | 長尾粛     | 長尾粛     | 牛島勇二 Choi Kyung Seok                                | 5月12日       |
| 7    | 天・地・人   | 山田隆司         | 柳瀬雄之   | 又野弘道   | 小山知洋                                                | 5月19日       |
| 8    | 業火の奸雄   | 山田隆司         | 藤澤俊幸   | 工藤進     | 福世孝明                                                | 5月26日       |
| 9    | 董卓上洛     | ふでやすかずゆき | 吉川博明   | 中川聡     | 高鉾誠                                                  | 6月2日        |
| 10   | 群雄、立つ   | ふでやすかずゆき | 影山楙倫   | 大庭秀昭   | Lee Hyun Joung Jang Hee Kyu                             | 6月9日        |
| 11   | 汜水関       | 高屋敷英夫       | 吉川博明   | 内田佑司   | 井上善勝、酒井政子 高鉾誠                               | 6月16日       |
| 12   | 孫堅昇天     | 高屋敷英夫       | 長尾粛     | 大野和寿   | 福世孝明                                                | 6月23日       |
| 13   | 魔王対魔神   | 高屋敷英夫       | 林祐一郎   | 大庭秀昭   | Kim Dong Jun Jang Kil Yong                              | 6月30日       |
| 14   | 強の始まり   | 博多正寿         | 高林久弥   | 岩田義彦   | 青木真理子                                              | 7月7日        |
| 15   | 黒い嵐       | 博多正寿         | 影山楙倫   | 牧野行洋   | Lee Hyun Joung Jang Hee Kyu                             | 7月14日       |
| 16   | 天子奉戴     | 山田隆司         | 工藤進     | 工藤進     | 福世孝明                                                | 7月21日       |
| 17   | 曹操と劉備   | 山田隆司         | 中川聡     | 長尾粛     | Choi Kyung Seok                                         | 7月28日       |
| 18   | 鄒氏夢幻     | ふでやすかずゆき | 影山楙倫   | 中川聡     | 牛島勇二                                                | 8月4日        |
| 19   | 猿と龍       | ふでやすかずゆき | 長尾粛     | 土屋日     | 山本径子、田中正弥                                      | 8月11日       |
| 20   | 不動の魔神   | 高屋敷英夫       | 高林久弥   | 大野和寿   | 福世孝明                                                | 8月18日       |
| 21   | 純粋戦士     | 高屋敷英夫       | 吉川博明   | 内田祐司   | 酒井政子、能地清 高鉾誠                                 | 8月25日       |
| 22   | 呂布伝説     | 博多正寿         | 林祐一郎   | 大庭秀昭   | 林祐一郎 Woo Jin Woo Jang Kil Yong                      | 9月1日        |
| 23   | 天意と雷鳴   | 博多正寿         | 長尾粛     | 中村近世   | 青木真理子                                              | 9月8日        |
| 24   | 投降と遁走   | 山田隆司         | 波多野浩平 | 中川聡     | 牛島勇二 Chol Kyung Seok                                | 9月15日       |
| 25   | 白馬津       | 山田隆司         | 影山楙倫   | 波多野浩平 | 福世孝明                                                | 9月22日       |
| 26   | 心の闇       | ふでやすかずゆき | 吉川博明   | 大庭秀昭   | Kwon Hyuk Jung Jang Hee Kyu Jang Kil Yong Kim Bo Kyeong | 9月29日       |

### 放送局
| 放送地域   | 放送局       | 放送期間                      | 放送日時           | 放送系列       | 備考                           |
| ---------- | ------------ | ----------------------------- | ------------------ | -------------- | ------------------------------ |
| 関東広域圏 | 日本テレビ   | 2009年4月7日 - 9月29日        | 火曜 24:59 - 25:29 | 日本テレビ系列 | 製作局                         |
| 中京広域圏 | 中京テレビ   | 2009年4月17日 - 10月16日      | 金曜 26:56 - 27:26 | 日本テレビ系列 |                                |
| 近畿広域圏 | 読売テレビ   | 2009年6月22日 - 12月14日      | 月曜 27:14 - 27:44 | 日本テレビ系列 | MONDAY PARK第3部               |
| 日本全域   | 日テレプラス | 2009年10月16日 - 2010年4月9日 | 金曜 23:00 - 23:30 | CS放送         | リピート放送あり               |
| 福岡県     | 福岡放送     | 2010年6月6日 - 12月19日       | 日曜 25:20 - 25:50 | 日本テレビ系列 |                                |
| 兵庫県     | サンテレビ   | 2011年4月3日 - 9月25日        | 日曜 24:30 - 25:00 | 独立局         | [ 注 8 ]                       |
| 群馬県     | 群馬テレビ   | 2011年10月6日 - 2012年5月1日  | 火曜 23:30 - 24:00 | 独立局         | 初期は木曜 19:30 - 20:00に放送 |

### DVD / BD
バップよりDVDとBDが発売される。全9巻。